# 1831
Portal Geschichte | Portal Biografien | Aktuelle Ereignisse | Jahreskalender | Tagesartikel

◄ |
18. Jahrhundert |
19. Jahrhundert
| 20. Jahrhundert | ►

◄ |
1800er |
1810er |
1820er |
1830er
| 1840er | 1850er | 1860er | ►

◄◄ |
◄ |
1827 |
1828 |
1829 |
1830 |
1831
| 1832 | 1833 | 1834 | 1835 | ► | ►►
Staatsoberhäupter · Wahlen · Nekrolog   · Musikjahr
| Januar | Januar | Januar | Januar | Januar | Januar | Januar | Januar |
| Kw     | Mo     | Di     | Mi     | Do     | Fr     | Sa     | So     |
| ------ | ------ | ------ | ------ | ------ | ------ | ------ | ------ |
| 52     |        |        |        |        |        | 1      | 2      |
| 1      | 3      | 4      | 5      | 6      | 7      | 8      | 9      |
| 2      | 10     | 11     | 12     | 13     | 14     | 15     | 16     |
| 3      | 17     | 18     | 19     | 20     | 21     | 22     | 23     |
| 4      | 24     | 25     | 26     | 27     | 28     | 29     | 30     |
| 5      | 31     |        |        |        |        |        |        |

| Februar | Februar | Februar | Februar | Februar | Februar | Februar | Februar |
| Kw      | Mo      | Di      | Mi      | Do      | Fr      | Sa      | So      |
| ------- | ------- | ------- | ------- | ------- | ------- | ------- | ------- |
| 5       |         | 1       | 2       | 3       | 4       | 5       | 6       |
| 6       | 7       | 8       | 9       | 10      | 11      | 12      | 13      |
| 7       | 14      | 15      | 16      | 17      | 18      | 19      | 20      |
| 8       | 21      | 22      | 23      | 24      | 25      | 26      | 27      |
| 9       | 28      |         |         |         |         |         |         |

| März | März | März | März | März | März | März | März |
| Kw   | Mo   | Di   | Mi   | Do   | Fr   | Sa   | So   |
| ---- | ---- | ---- | ---- | ---- | ---- | ---- | ---- |
| 9    |      | 1    | 2    | 3    | 4    | 5    | 6    |
| 10   | 7    | 8    | 9    | 10   | 11   | 12   | 13   |
| 11   | 14   | 15   | 16   | 17   | 18   | 19   | 20   |
| 12   | 21   | 22   | 23   | 24   | 25   | 26   | 27   |
| 13   | 28   | 29   | 30   | 31   |      |      |      |

| April | April | April | April | April | April | April | April |
| Kw    | Mo    | Di    | Mi    | Do    | Fr    | Sa    | So    |
| ----- | ----- | ----- | ----- | ----- | ----- | ----- | ----- |
| 13    |       |       |       |       | 1     | 2     | 3     |
| 14    | 4     | 5     | 6     | 7     | 8     | 9     | 10    |
| 15    | 11    | 12    | 13    | 14    | 15    | 16    | 17    |
| 16    | 18    | 19    | 20    | 21    | 22    | 23    | 24    |
| 17    | 25    | 26    | 27    | 28    | 29    | 30    |       |

| Mai | Mai | Mai | Mai | Mai | Mai | Mai | Mai |
| Kw  | Mo  | Di  | Mi  | Do  | Fr  | Sa  | So  |
| --- | --- | --- | --- | --- | --- | --- | --- |
| 17  |     |     |     |     |     |     | 1   |
| 18  | 2   | 3   | 4   | 5   | 6   | 7   | 8   |
| 19  | 9   | 10  | 11  | 12  | 13  | 14  | 15  |
| 20  | 16  | 17  | 18  | 19  | 20  | 21  | 22  |
| 21  | 23  | 24  | 25  | 26  | 27  | 28  | 29  |
| 22  | 30  | 31  |     |     |     |     |     |

| Juni | Juni | Juni | Juni | Juni | Juni | Juni | Juni |
| Kw   | Mo   | Di   | Mi   | Do   | Fr   | Sa   | So   |
| ---- | ---- | ---- | ---- | ---- | ---- | ---- | ---- |
| 22   |      |      | 1    | 2    | 3    | 4    | 5    |
| 23   | 6    | 7    | 8    | 9    | 10   | 11   | 12   |
| 24   | 13   | 14   | 15   | 16   | 17   | 18   | 19   |
| 25   | 20   | 21   | 22   | 23   | 24   | 25   | 26   |
| 26   | 27   | 28   | 29   | 30   |      |      |      |

| Juli | Juli | Juli | Juli | Juli | Juli | Juli | Juli |
| Kw   | Mo   | Di   | Mi   | Do   | Fr   | Sa   | So   |
| ---- | ---- | ---- | ---- | ---- | ---- | ---- | ---- |
| 26   |      |      |      |      | 1    | 2    | 3    |
| 27   | 4    | 5    | 6    | 7    | 8    | 9    | 10   |
| 28   | 11   | 12   | 13   | 14   | 15   | 16   | 17   |
| 29   | 18   | 19   | 20   | 21   | 22   | 23   | 24   |
| 30   | 25   | 26   | 27   | 28   | 29   | 30   | 31   |

| August | August | August | August | August | August | August | August |
| Kw     | Mo     | Di     | Mi     | Do     | Fr     | Sa     | So     |
| ------ | ------ | ------ | ------ | ------ | ------ | ------ | ------ |
| 31     | 1      | 2      | 3      | 4      | 5      | 6      | 7      |
| 32     | 8      | 9      | 10     | 11     | 12     | 13     | 14     |
| 33     | 15     | 16     | 17     | 18     | 19     | 20     | 21     |
| 34     | 22     | 23     | 24     | 25     | 26     | 27     | 28     |
| 35     | 29     | 30     | 31     |        |        |        |        |

| September | September | September | September | September | September | September | September |
| Kw        | Mo        | Di        | Mi        | Do        | Fr        | Sa        | So        |
| --------- | --------- | --------- | --------- | --------- | --------- | --------- | --------- |
| 35        |           |           |           | 1         | 2         | 3         | 4         |
| 36        | 5         | 6         | 7         | 8         | 9         | 10        | 11        |
| 37        | 12        | 13        | 14        | 15        | 16        | 17        | 18        |
| 38        | 19        | 20        | 21        | 22        | 23        | 24        | 25        |
| 39        | 26        | 27        | 28        | 29        | 30        |           |           |

| Oktober | Oktober | Oktober | Oktober | Oktober | Oktober | Oktober | Oktober |
| Kw      | Mo      | Di      | Mi      | Do      | Fr      | Sa      | So      |
| ------- | ------- | ------- | ------- | ------- | ------- | ------- | ------- |
| 39      |         |         |         |         |         | 1       | 2       |
| 40      | 3       | 4       | 5       | 6       | 7       | 8       | 9       |
| 41      | 10      | 11      | 12      | 13      | 14      | 15      | 16      |
| 42      | 17      | 18      | 19      | 20      | 21      | 22      | 23      |
| 43      | 24      | 25      | 26      | 27      | 28      | 29      | 30      |
| 44      | 31      |         |         |         |         |         |         |

| November | November | November | November | November | November | November | November |
| Kw       | Mo       | Di       | Mi       | Do       | Fr       | Sa       | So       |
| -------- | -------- | -------- | -------- | -------- | -------- | -------- | -------- |
| 44       |          | 1        | 2        | 3        | 4        | 5        | 6        |
| 45       | 7        | 8        | 9        | 10       | 11       | 12       | 13       |
| 46       | 14       | 15       | 16       | 17       | 18       | 19       | 20       |
| 47       | 21       | 22       | 23       | 24       | 25       | 26       | 27       |
| 48       | 28       | 29       | 30       |          |          |          |          |

| Dezember | Dezember | Dezember | Dezember | Dezember | Dezember | Dezember | Dezember |
| Kw       | Mo       | Di       | Mi       | Do       | Fr       | Sa       | So       |
| -------- | -------- | -------- | -------- | -------- | -------- | -------- | -------- |
| 48       |          |          |          | 1        | 2        | 3        | 4        |
| 49       | 5        | 6        | 7        | 8        | 9        | 10       | 11       |
| 50       | 12       | 13       | 14       | 15       | 16       | 17       | 18       |
| 51       | 19       | 20       | 21       | 22       | 23       | 24       | 25       |
| 52       | 26       | 27       | 28       | 29       | 30       | 31       |          |

| Januar | Januar | Januar | Januar | Januar | Januar | Januar | Januar |
| Kw     | Mo     | Di     | Mi     | Do     | Fr     | Sa     | So     |
| ------ | ------ | ------ | ------ | ------ | ------ | ------ | ------ |
| 52     |        |        |        |        |        | 1      | 2      |
| 1      | 3      | 4      | 5      | 6      | 7      | 8      | 9      |
| 2      | 10     | 11     | 12     | 13     | 14     | 15     | 16     |
| 3      | 17     | 18     | 19     | 20     | 21     | 22     | 23     |
| 4      | 24     | 25     | 26     | 27     | 28     | 29     | 30     |
| 5      | 31     |        |        |        |        |        |        |

| Februar | Februar | Februar | Februar | Februar | Februar | Februar | Februar |
| Kw      | Mo      | Di      | Mi      | Do      | Fr      | Sa      | So      |
| ------- | ------- | ------- | ------- | ------- | ------- | ------- | ------- |
| 5       |         | 1       | 2       | 3       | 4       | 5       | 6       |
| 6       | 7       | 8       | 9       | 10      | 11      | 12      | 13      |
| 7       | 14      | 15      | 16      | 17      | 18      | 19      | 20      |
| 8       | 21      | 22      | 23      | 24      | 25      | 26      | 27      |
| 9       | 28      |         |         |         |         |         |         |

| März | März | März | März | März | März | März | März |
| Kw   | Mo   | Di   | Mi   | Do   | Fr   | Sa   | So   |
| ---- | ---- | ---- | ---- | ---- | ---- | ---- | ---- |
| 9    |      | 1    | 2    | 3    | 4    | 5    | 6    |
| 10   | 7    | 8    | 9    | 10   | 11   | 12   | 13   |
| 11   | 14   | 15   | 16   | 17   | 18   | 19   | 20   |
| 12   | 21   | 22   | 23   | 24   | 25   | 26   | 27   |
| 13   | 28   | 29   | 30   | 31   |      |      |      |

| April | April | April | April | April | April | April | April |
| Kw    | Mo    | Di    | Mi    | Do    | Fr    | Sa    | So    |
| ----- | ----- | ----- | ----- | ----- | ----- | ----- | ----- |
| 13    |       |       |       |       | 1     | 2     | 3     |
| 14    | 4     | 5     | 6     | 7     | 8     | 9     | 10    |
| 15    | 11    | 12    | 13    | 14    | 15    | 16    | 17    |
| 16    | 18    | 19    | 20    | 21    | 22    | 23    | 24    |
| 17    | 25    | 26    | 27    | 28    | 29    | 30    |       |

| Mai | Mai | Mai | Mai | Mai | Mai | Mai | Mai |
| Kw  | Mo  | Di  | Mi  | Do  | Fr  | Sa  | So  |
| --- | --- | --- | --- | --- | --- | --- | --- |
| 17  |     |     |     |     |     |     | 1   |
| 18  | 2   | 3   | 4   | 5   | 6   | 7   | 8   |
| 19  | 9   | 10  | 11  | 12  | 13  | 14  | 15  |
| 20  | 16  | 17  | 18  | 19  | 20  | 21  | 22  |
| 21  | 23  | 24  | 25  | 26  | 27  | 28  | 29  |
| 22  | 30  | 31  |     |     |     |     |     |

| Juni | Juni | Juni | Juni | Juni | Juni | Juni | Juni |
| Kw   | Mo   | Di   | Mi   | Do   | Fr   | Sa   | So   |
| ---- | ---- | ---- | ---- | ---- | ---- | ---- | ---- |
| 22   |      |      | 1    | 2    | 3    | 4    | 5    |
| 23   | 6    | 7    | 8    | 9    | 10   | 11   | 12   |
| 24   | 13   | 14   | 15   | 16   | 17   | 18   | 19   |
| 25   | 20   | 21   | 22   | 23   | 24   | 25   | 26   |
| 26   | 27   | 28   | 29   | 30   |      |      |      |

| Juli | Juli | Juli | Juli | Juli | Juli | Juli | Juli |
| Kw   | Mo   | Di   | Mi   | Do   | Fr   | Sa   | So   |
| ---- | ---- | ---- | ---- | ---- | ---- | ---- | ---- |
| 26   |      |      |      |      | 1    | 2    | 3    |
| 27   | 4    | 5    | 6    | 7    | 8    | 9    | 10   |
| 28   | 11   | 12   | 13   | 14   | 15   | 16   | 17   |
| 29   | 18   | 19   | 20   | 21   | 22   | 23   | 24   |
| 30   | 25   | 26   | 27   | 28   | 29   | 30   | 31   |

| August | August | August | August | August | August | August | August |
| Kw     | Mo     | Di     | Mi     | Do     | Fr     | Sa     | So     |
| ------ | ------ | ------ | ------ | ------ | ------ | ------ | ------ |
| 31     | 1      | 2      | 3      | 4      | 5      | 6      | 7      |
| 32     | 8      | 9      | 10     | 11     | 12     | 13     | 14     |
| 33     | 15     | 16     | 17     | 18     | 19     | 20     | 21     |
| 34     | 22     | 23     | 24     | 25     | 26     | 27     | 28     |
| 35     | 29     | 30     | 31     |        |        |        |        |

| September | September | September | September | September | September | September | September |
| Kw        | Mo        | Di        | Mi        | Do        | Fr        | Sa        | So        |
| --------- | --------- | --------- | --------- | --------- | --------- | --------- | --------- |
| 35        |           |           |           | 1         | 2         | 3         | 4         |
| 36        | 5         | 6         | 7         | 8         | 9         | 10        | 11        |
| 37        | 12        | 13        | 14        | 15        | 16        | 17        | 18        |
| 38        | 19        | 20        | 21        | 22        | 23        | 24        | 25        |
| 39        | 26        | 27        | 28        | 29        | 30        |           |           |

| Oktober | Oktober | Oktober | Oktober | Oktober | Oktober | Oktober | Oktober |
| Kw      | Mo      | Di      | Mi      | Do      | Fr      | Sa      | So      |
| ------- | ------- | ------- | ------- | ------- | ------- | ------- | ------- |
| 39      |         |         |         |         |         | 1       | 2       |
| 40      | 3       | 4       | 5       | 6       | 7       | 8       | 9       |
| 41      | 10      | 11      | 12      | 13      | 14      | 15      | 16      |
| 42      | 17      | 18      | 19      | 20      | 21      | 22      | 23      |
| 43      | 24      | 25      | 26      | 27      | 28      | 29      | 30      |
| 44      | 31      |         |         |         |         |         |         |

| November | November | November | November | November | November | November | November |
| Kw       | Mo       | Di       | Mi       | Do       | Fr       | Sa       | So       |
| -------- | -------- | -------- | -------- | -------- | -------- | -------- | -------- |
| 44       |          | 1        | 2        | 3        | 4        | 5        | 6        |
| 45       | 7        | 8        | 9        | 10       | 11       | 12       | 13       |
| 46       | 14       | 15       | 16       | 17       | 18       | 19       | 20       |
| 47       | 21       | 22       | 23       | 24       | 25       | 26       | 27       |
| 48       | 28       | 29       | 30       |          |          |          |          |

| Dezember | Dezember | Dezember | Dezember | Dezember | Dezember | Dezember | Dezember |
| Kw       | Mo       | Di       | Mi       | Do       | Fr       | Sa       | So       |
| -------- | -------- | -------- | -------- | -------- | -------- | -------- | -------- |
| 48       |          |          |          | 1        | 2        | 3        | 4        |
| 49       | 5        | 6        | 7        | 8        | 9        | 10       | 11       |
| 50       | 12       | 13       | 14       | 15       | 16       | 17       | 18       |
| 51       | 19       | 20       | 21       | 22       | 23       | 24       | 25       |
| 52       | 26       | 27       | 28       | 29       | 30       | 31       |          |

## Ereignisse

### Politik und Weltgeschehen

#### Polnischer Novemberaufstand

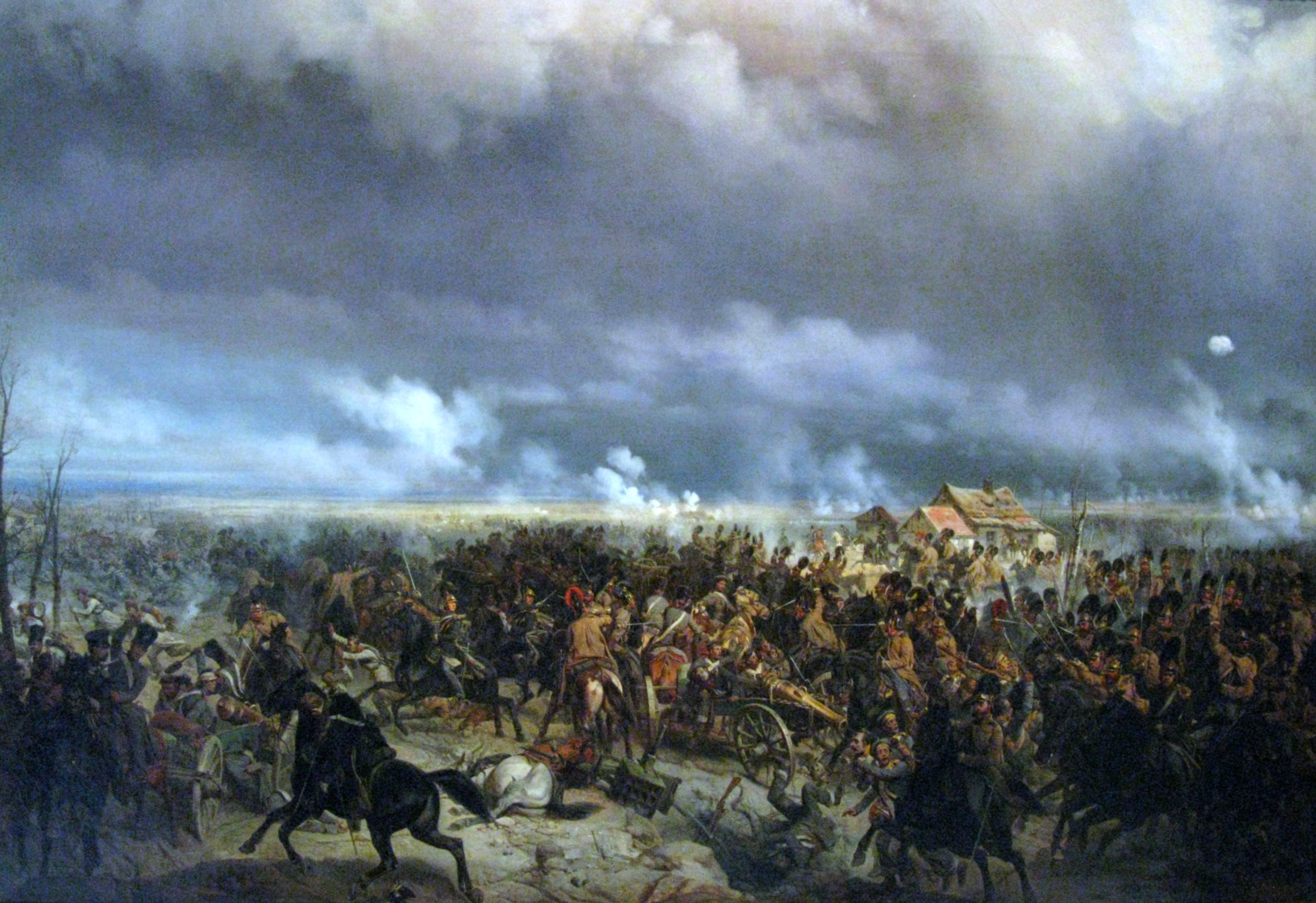
Schlacht bei Grochów, Historiengemälde von Bogdan Willewalde

- 25. Februar: Im polnischen Novemberaufstand wird die Schlacht bei Grochów geführt. Eine Armee des Kaiserreichs Russland liefert sich mit aufständischen polnischen Truppen Kampfhandlungen mit unentschiedenem Ausgang am Ende der Schlacht.
- 26. Mai: Russische Truppen schlagen die polnische Armee in der Schlacht von Ostroleka und schleppen die Cholera ein.
- 8. September: Russische Truppen schlagen den Novemberaufstand in Polen nieder, die Stadt Warschau kapituliert.
- Kongress-Polen wird russische Provinz, Verlust der Autonomie

#### Brasilien/Portugal

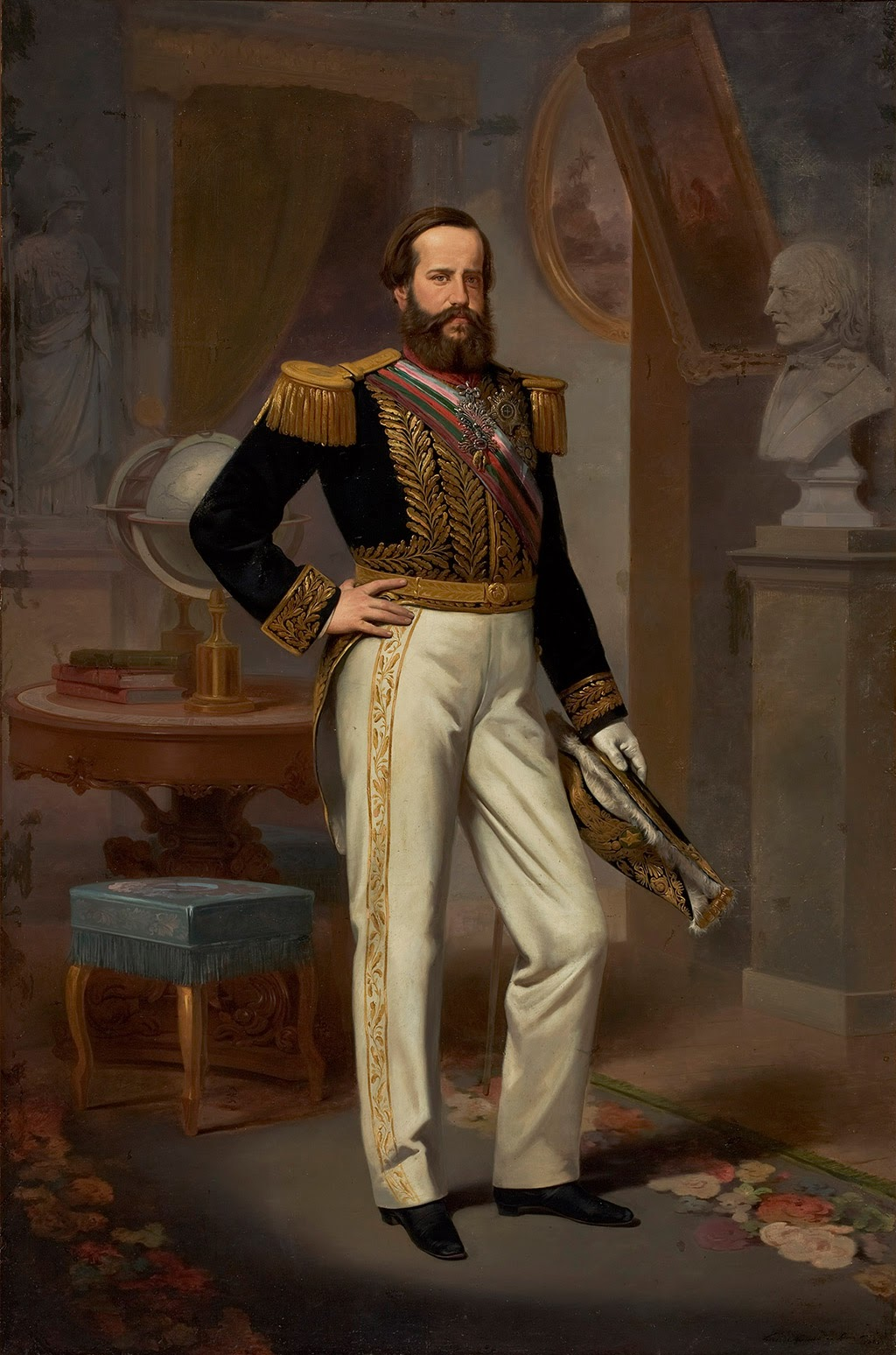
Kaiser Peter II. von Brasilien (Porträt von Victor Meirelles de Lima)

- 7. April: Peter I. dankt als Kaiser von Brasilien ab, er begibt sich nach Europa um den Kampf gegen seinen Bruder Michael I. von Portugal um die Durchsetzung der Ansprüche seiner Tochter Maria II. auf den portugiesischen Thron aufzunehmen. Damit beginnt der Miguelistenkrieg. In Brasilien besteigt sein Sohn Peter II. den Thron.

#### Belgische Revolution
- 7. Februar: Die Verfassung des Königreichs Belgien wird vom Nationalkongress angenommen. Die Provisorische Regierung wird am 25. Februar entbunden.

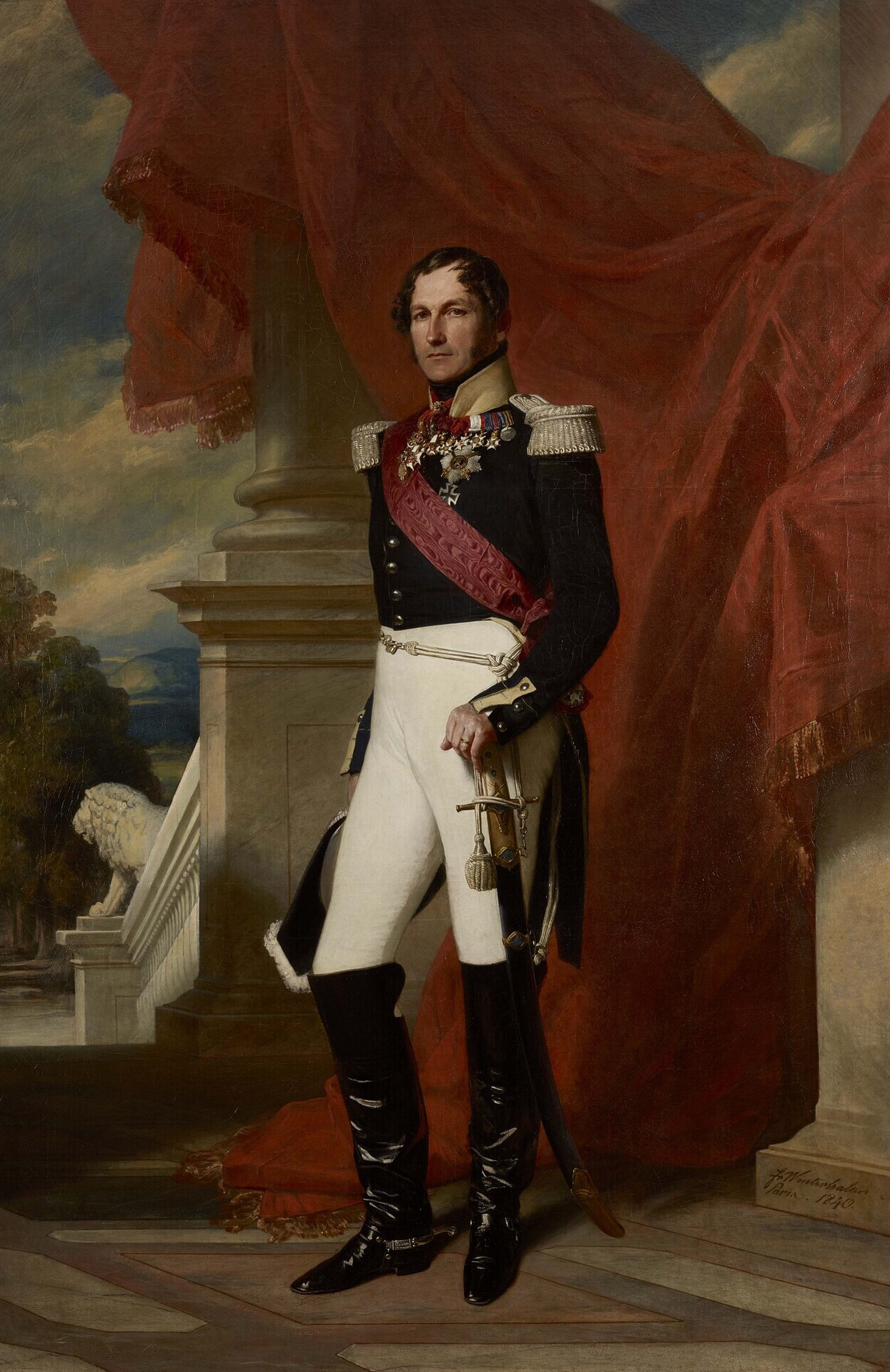
König Leopold I. (Gemälde von Franz Xaver Winterhalter im Roten Empfangszimmer von Schloss Ehrenburg in Coburg)

- 4. Juni: Der Nationalkongress von Belgien wählt den in England lebenden deutschen Prinzen Leopold von Sachsen-Coburg und Gotha zum ersten König der Belgier. Am Strand von De Panne betritt Leopold am 17. Juli erstmals sein künftiges Königreich. Am 21. Juli legt er den Eid auf die Verfassung ab.

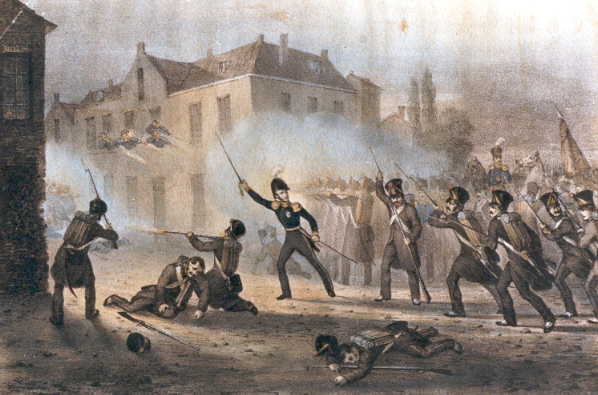
Niederländische Truppen in Belgien während des Zehntägigen Feldzugs (Lithografie 1831)

- 2. August: König Wilhelm I. der Niederlande lässt, das Ergebnis der Belgischen Revolution nicht anerkennend, Truppen in Belgien einmarschieren. Am 3. August nehmen sie Turnhout ein. In den nächsten Tagen verliert die belgische Bürgerwehr auf der ganzen Linie, Antwerpen wird erobert, die niederländische Armee steht vor Löwen. Leopold I. öffnet daraufhin am 8. August die Grenzen für die französische Armee. Am 12. August wird ein Waffenstillstand geschlossen.
- 20. August: Die letzten niederländischen Truppen verlassen Belgien. Nur in der Zitadelle von Antwerpen verbleibt eine niederländische Besatzung.

#### Weitere Ereignisse in Europa
- 10. März: Frankreichs König Louis-Philippe ruft die Fremdenlegion ins Leben.
- 14. März: Im britischen House of Commons findet die erste Lesung zum Reform Act statt, einer durch die sogenannten Rotten boroughs notwendig gewordenen Reform der Wahlkreise.
- 5. April: Papst Gregor XVI. äußert sich in der Enzyklika Quel Dio zufrieden über die Niederschlagung von Unruhen im Kirchenstaat durch österreichische Truppen und lobt Österreichs Kaiser Franz I. als Befreier und Retter.
- 8. September: Wilhelm IV. wird offiziell zum König von Großbritannien und Hannover gekrönt.
- 9. Oktober: Das erste griechische Staatsoberhaupt Ioannis Kapodistrias wird beim Kirchgang in Nauplia von zwei Attentätern erschossen.

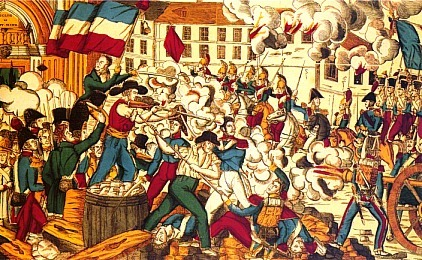
Straßenkämpfe vor der Kirche Saint-Nizier in Lyon im Jahr 1831 (Darstellung aus dem 19. Jahrhundert)

- 5. Dezember: Der Aufstand der Seidenweber in Lyon wird blutig niedergeschlagen.
- 28. Dezember: Im Großherzogtum Baden wird entgegen den Karlsbader Beschlüssen die Pressezensur im Preßgesetz aufgehoben. Im Folgejahr wird dieses Gesetz für nichtig erklärt.

#### Naher Osten
- Türkischer Krieg gegen Muhammad Ali Pascha, der von Ägypten nach Syrien vordringt

#### Amerika
- 21. Juli: Die Kronkolonie Britisch-Guyana wird aus mehreren erlangten Besitzungen in Südamerika gebildet, unter anderem aus der ehemals niederländischen Kolonie Essequibo.
- 21. August: In den USA bricht ein Sklavenaufstand unter Führung von Nat Turner aus. In einem Teil Virginias ermorden die Sklaven zunächst ihre Besitzer und ziehen dann von Siedlung zu Siedlung. Beim Aufstand töten die Schwarzen insgesamt 55 Weiße, ehe eine Miliz die Aufrührer stoppt.
- Gründung der New-England Anti-Slavery Society
- William Lloyd Garrison gründet die Zeitschrift The Liberator, die kompromisslos gegen die Sklaverei kämpft.

### Wirtschaft
- 31. März: Die Mainzer Akte regelt als internationales Abkommen die Schifffahrt auf dem Rhein. Im Jahr 1868 wird die Vereinbarung in der Mannheimer Akte revidiert.
- 20. Oktober: Die vom spanischen König Ferdinand VII. gegründete Madrider Börse erlebt ihren ersten Handelstag.
- 21. November: In Lyon beginnt der Aufstand der Seidenweber. Sie protestieren gegen die Nichtanwendung erst im Oktober zwischen den Tarifpartnern verabredeter Mindestlöhne seitens der Unternehmer. Schüsse der Ordnungskräfte in die Demonstration führen zu offenem Aufruhr.

### Wissenschaft und Technik

#### Archäologie

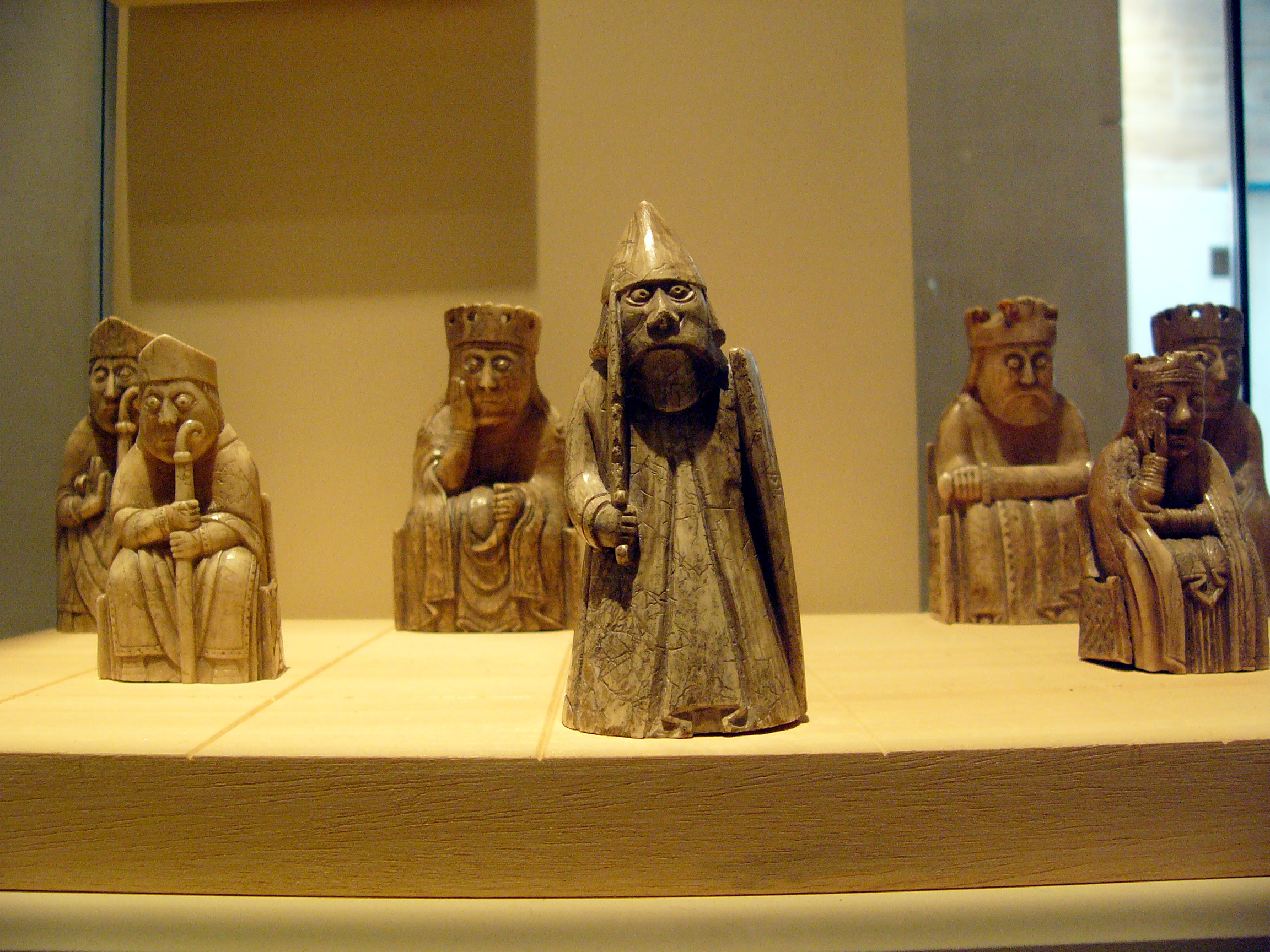
Lewis-Schachfiguren

- Auf der schottischen Isle of Lewis werden die aus dem 12. Jahrhundert stammenden Lewis-Schachfiguren aus Elfenbein entdeckt.

#### Naturwissenschaften
- 12. April: Der Einsturz der Broughton Suspension Bridge gilt als erste Resonanzkatastrophe einer Hängebrücke.
- 1. Juni: James Clark Ross entdeckt den magnetischen Nordpol auf einer Forschungsfahrt nahe Kap Adelaide bei der Boothia-Halbinsel in Kanada.

Induktion: Ein bewegter Permanentmagnet erzeugt an den Klemmen einer Spule eine elektrische Spannung

- 29. August: Michael Faraday entdeckt die elektromagnetische Induktion.
- 27. Dezember: Die Beagle sticht zu einer zweiten Vermessungsreise an die Küste Südamerikas in See. An Bord befindet sich der unbezahlte Naturforscher Charles Darwin.
- Jöns Jakob Berzelius führt in der Chemie den Begriff Isomerie ein.
- Paul Erman macht erstmals exakte Temperaturbeobachtungen in einem Bohrloch und stellt eine Temperaturzunahme von etwa 3 Grad Celsius je 100 Meter Tiefe fest.
- William Henry erklärt die Desinfektion durch Hitze.
- Justus von Liebig und Eugène Soubeiran entdecken gleichzeitig das Chloroform.

#### Lehre und Forschung
- 18. April: Die University of Alabama nimmt gleich nach der Eröffnungsfeier ihren Lehrbetrieb auf.
- In New York gründet der US-Finanzminister Albert Gallatin mit anderen prominenten New Yorkern die New York University.

#### Verkehr
- 20. September: Eröffnung der Prinz-Wilhelm-Eisenbahn durch Prinz Wilhelm, Bruder des preußischen Königs.
- Mit einem von Goldsworthy Gurney entwickelten Dampfwagen wird zwischen Gloucester und Cheltenham der erste regelmäßige Automobildienst aufgenommen. Die Strecke beträgt etwa 60 Kilometer.
- In New York baut John B. Jervis die erste Lokomotive mit vorlaufendem Drehgestell.

#### Museen
- 3. August: In Berlin wird das von Karl Friedrich Schinkel erbaute Alte Museum eröffnet.
- 13. Oktober: In München wird die von Leo von Klenze geplante Glyptothek eröffnet.

#### Technische Erfindungen
- Das erste Profileisen (ein „L-Profil“) wird in einer britischen Eisenhütte gewalzt.
- Giuseppe Belli erfindet die Influenzelektrisiermaschine.
- Gegen Holzfäulnis und Insektenfraß entwickelt Jean Robert Bréant die pneumatische Druckimprägnierung.
- Der Kasseler Oberbergrat Carl Anton Henschel erfindet das „Feuern mit beladenem Wind“, eine Methode zum Verbrennen von Kohlen- und Holzkohlenstaub im Luftstrom.
- James Bowman Lindsay telegraphiert etwa 1.600 Meter weit über den Tay-Fluss. Dabei dient das Wasser als elektrischer Leiter.
- In Nordamerika wird die Dreschmaschine erfunden.
- Ein Uhrmacher namens Winnerl konstruiert das erste Chronoskop.

### Kultur

#### Bildende Kunst

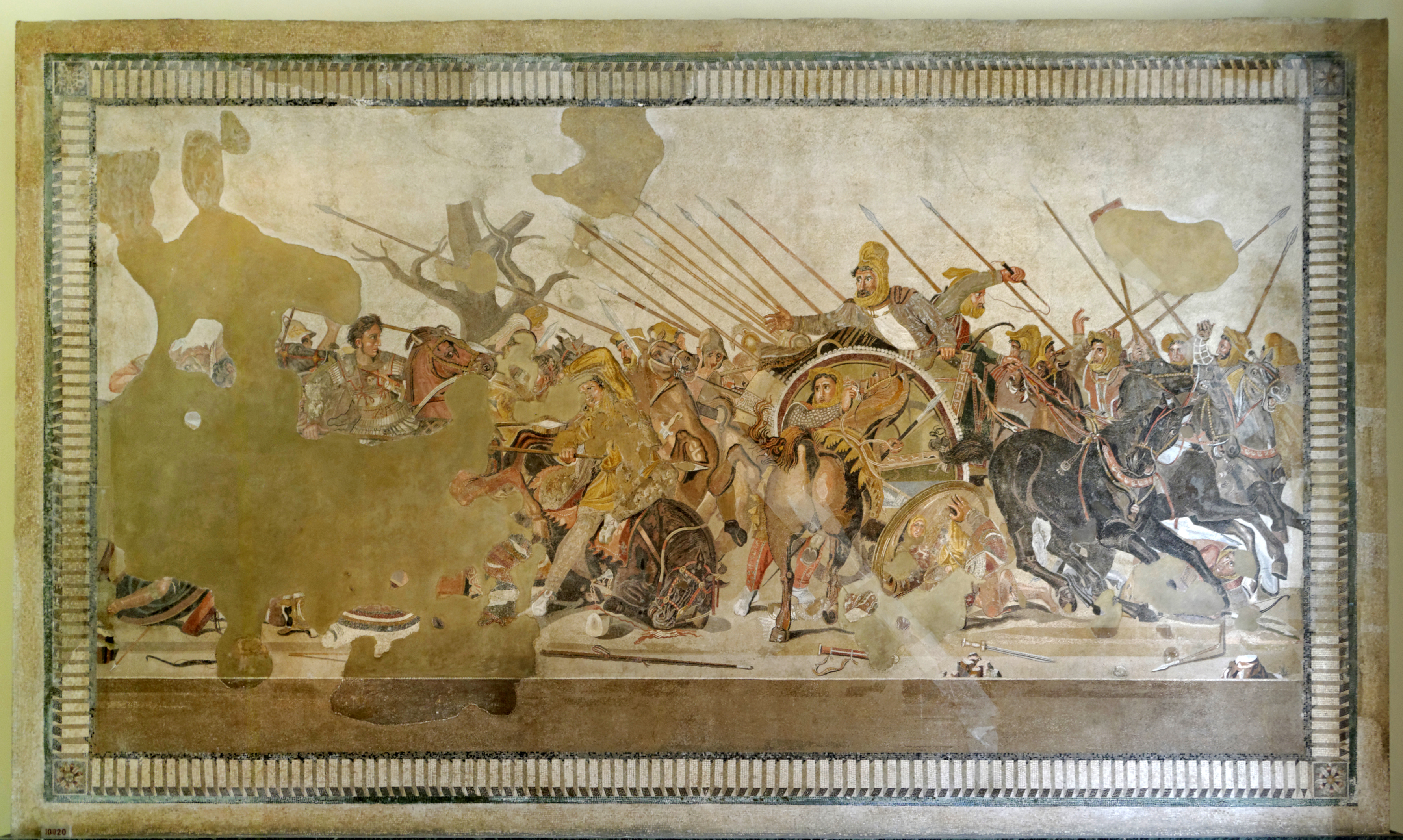
Mosaik „Alexanderschlacht“

- 24. Oktober: In der Casa del Fauno (Haus des Fauns) wird in Pompeji das Mosaik zur „Alexanderschlacht“ im Fußboden gefunden.

#### Musik und Theater
- 6. März: Am Teatro Carcano in Mailand erfolgt die Uraufführung der Oper La sonnambula (Die Schlafwandlerin) von Vincenzo Bellini. Das Libretto stammt von Felice Romani nach einer Ballett-Pantomime von Eugène Scribe und Jean-Pierre Aumer. Die Sopranistin Giuditta Pasta singt die Titelrolle. Die Oper wird einer der größten Erfolge Bellinis und wird schon bald in ganz Europa aufgeführt.
- 3. April: Das Trauerspiel Des Meeres und der Liebe Wellen von Franz Grillparzer hat seine Uraufführung am Wiener Burgtheater.
- 20. April: Die überarbeitete und erweiterte Opera buffa Le convenienze ed inconvenienze teatrali von Gaetano Donizetti wird am Teatro della Canobbiana in Mailand uraufgeführt.

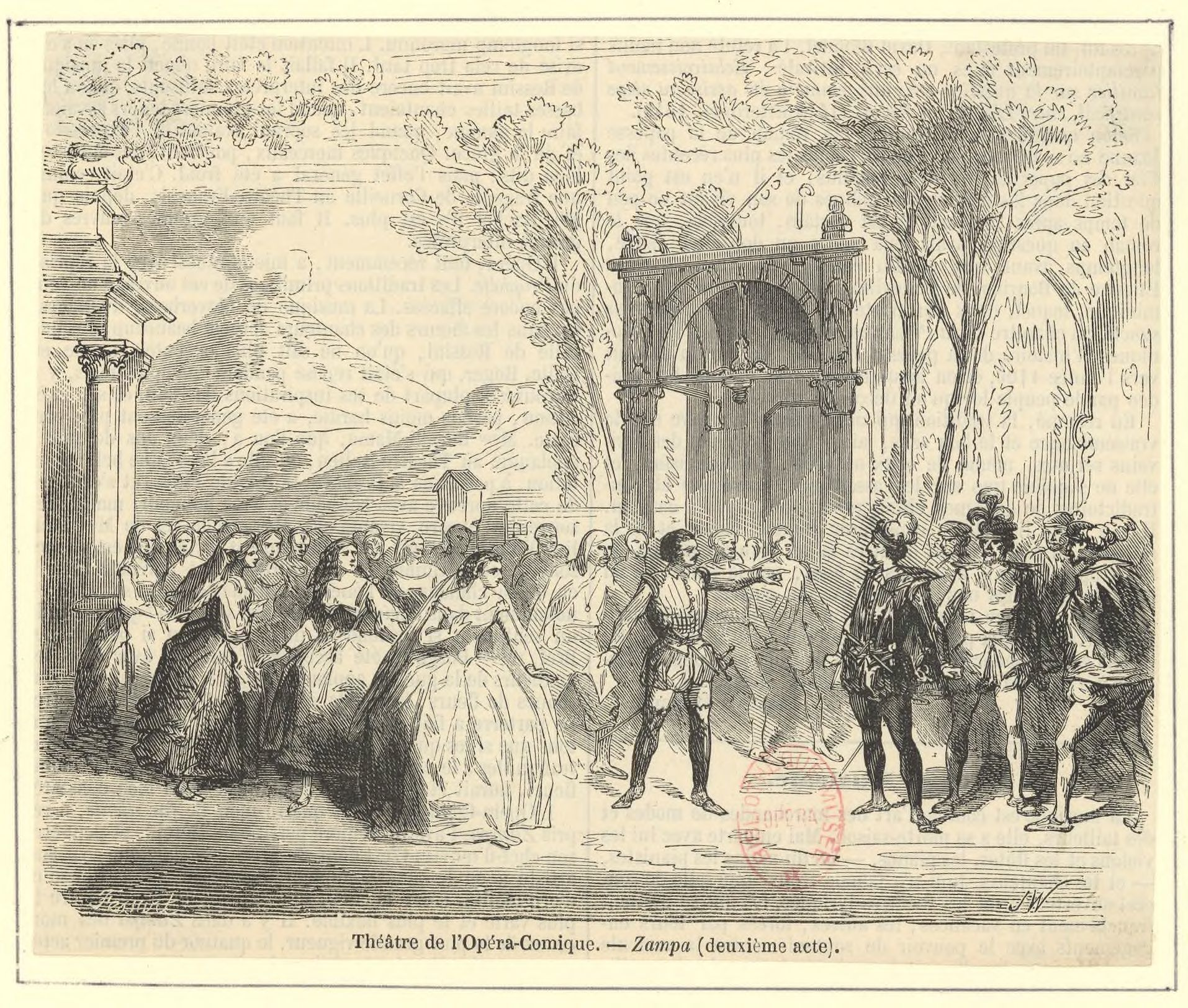
Zampa, Szene aus dem zweiten Akt

- 3. Mai: Zur Wiedereröffnung der Opéra-Comique in Paris wird die Oper Zampa von Ferdinand Hérold auf ein Libretto von Mélesville uraufgeführt. Die Aufführung ist ein sensationeller Erfolg.
- 30. Mai: Die Opera semiseria Francesca di Foix von Gaetano Donizetti auf ein Libretto von Domenico Gilardoni hat am Teatro San Carlo von Neapel mit mäßigem Erfolg ihre Uraufführung. Donizetti verwendet Material aus Francesca di Foix später unter anderem in seinen erfolgreicheren Opern L’elisir d’amore und Lucrezia Borgia.
- 18. Juni: Die Opera buffa La romanzesca e l’uomo nero von Gaetano Donizetti auf ein Libretto von Domenico Gilardoni wird am Teatro del Fondo in Neapel uraufgeführt. Die Hauptrollen singen unter anderen Luigia Boccabadati und Antonio Tamburini. Das Werk ist eine „Oper der neuen Kürze“ und enthält konzentriert die klassischen Formen des Belcanto mit Cavatina und Cabaletta. Ursprünglich sind die Musiknummern durch Prosadialoge verbunden, die jedoch mittlerweile verloren gingen. Die Premiere erregt wenig Aufsehen und nach nur einer weiteren Aufführung wird das Stück wieder abgesetzt.

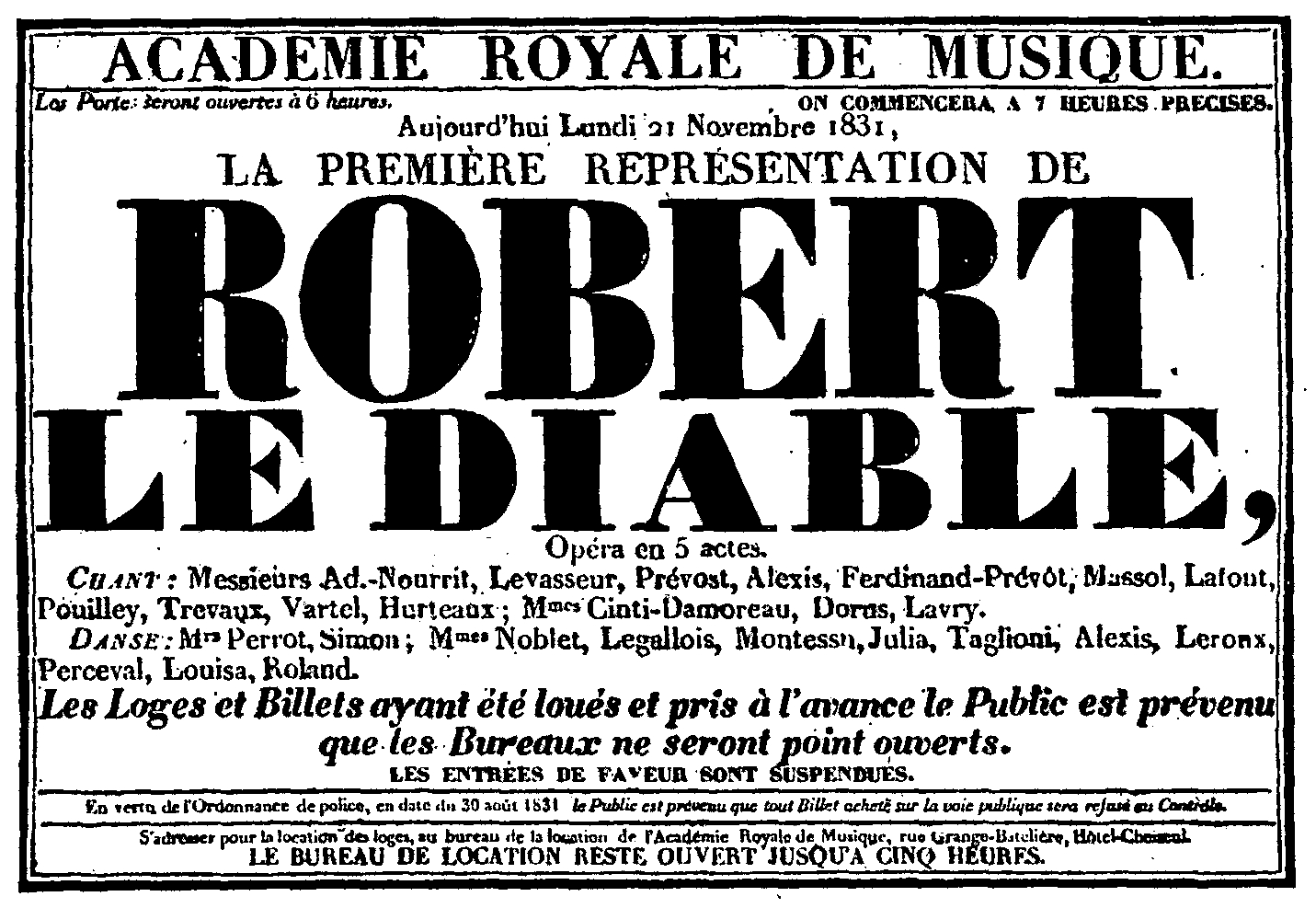
Plakat zur Uraufführung

- 21. November: Die Oper Robert le diable (Robert der Teufel) von Giacomo Meyerbeer wird an der Pariser Opéra uraufgeführt. Die Oper mit dem Libretto von Eugène Scribe und Germain Delavigne begründet den Ruhm des Komponisten in Frankreich. Schon im Jahr der Uraufführung werden erste Parodien auf den Pariser Bühnen aufgeführt.

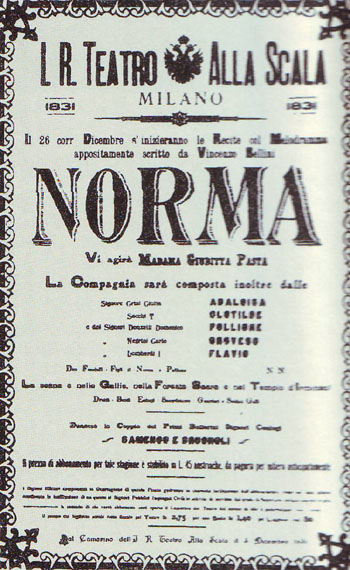
Theaterzettel der Premiere

- 26. Dezember: Die Uraufführung der Oper Norma von Vincenzo Bellini am Teatro alla Scala di Milano in Mailand endet trotz der hervorragenden Besetzung mit Giuditta Pasta, Giulia Grisi, Domenico Donzelli und Vincenzo Negrini mit einem Fiasko.

### Gesellschaft
- 19. März: In New York City ereignet sich einer der ersten Bankraube in der US-Geschichte mit 254.000 Dollar als Beute.
- In London wird der Garrick Club gegründet.

### Religion
- 2. Februar: Kardinal Bartolomeo Alberto Cappellari wird nach einem Konklave von 54 Tagen Dauer zum Papst gewählt und nimmt den Namen Gregor XVI. an. Er ist der bislang letzte Papst, der zum Zeitpunkt seiner Wahl zwar Kardinal, aber kein Bischof war. Zudem ist er bis heute der letzte Mönch, der zum Oberhaupt der katholischen Kirche gewählt wurde. Nach seiner Bischofsweihe vom 3. Februar in St. Peter wird er am 6. Februar gekrönt.

### Katastrophen
Von Indien über Russland kommend breitet sich eine heftige Cholera-Epidemie im nördlichen Mitteleuropa aus.

### Natur und Umwelt
Im Juli entsteht südlich von Sizilien durch vulkanische Aktivität für kurze Zeit die Insel Ferdinandea, die jedoch schon im Dezember wieder unter der Meeresoberfläche versinkt.

## Geboren

### Januar/Februar

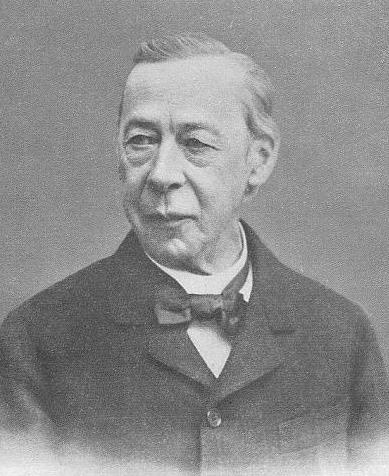
Eduard Wölfflin, 1911

- 01. Januar: Eduard Wölfflin, Schweizer Altphilologe († 1908)
- 02. Januar: Augustus Matthiessen, britischer Chemiker und Physiker († 1870)
- 03. Januar: Adolf Mützelburg, deutscher Schriftsteller († 1882)
- 04. Januar: Bainbridge Wadleigh, US-amerikanischer Politiker († 1891)
- 07. Januar: Heinrich von Stephan, Generalpostdirektor des Deutschen Reichs († 1897)
- 08. Januar: Victor Lécot, Erzbischof von Bordeaux und Kardinal († 1908)
- 14. Januar: Alfred von Lewinski, preußischer General der Infanterie († 1906)
- 14. Januar: William D. Washburn, US-amerikanischer Politiker († 1912)
- 18. Januar: Johann Jakob Bernoulli, Schweizer Archäologe († 1913)
- 19. Januar: Gibson Atherton, US-amerikanischer Politiker († 1887)
- 23. Januar: August Zillmer, deutscher Versicherungsmathematiker († 1893)
- 24. Januar: Fritz Eunike, Ehrenbürger Wittenbergs († 1892)
- 26. Januar: Anton de Bary, deutscher Naturwissenschaftler, Mediziner und Botaniker († 1888)
- 01. Februar: Franz Rudolph Wurlitzer, US-amerikanischer Musikinstrumentenhersteller († 1914)
- 04. Februar: Oliver Ames, US-amerikanischer Politiker († 1895)
- 05. Februar: Eugène Bersier, französischer evangelischer Geistlicher († 1889)
- 07. Februar: Edmond Cherouvrier, französischer Komponist († 1905)
- 15. Februar: Adolf Deucher, Schweizer Politiker († 1912)
- 16. Februar: Benjamin Dwight Allen, US-amerikanischer Organist und Komponist († 1914)
- 16. Februar: Nikolai Semjonowitsch Leskow, russischer Schriftsteller († 1895)
- 21. Februar: Henri Meilhac, französischer Bühnenautor († 1897)
- 21. Februar: Ernst Stückelberg, Schweizer Künstler und Physiker († 1903)
- 24. Februar: Albert Schäffle, deutscher Volkswirtschaftler, Soziologe und Publizist († 1903)

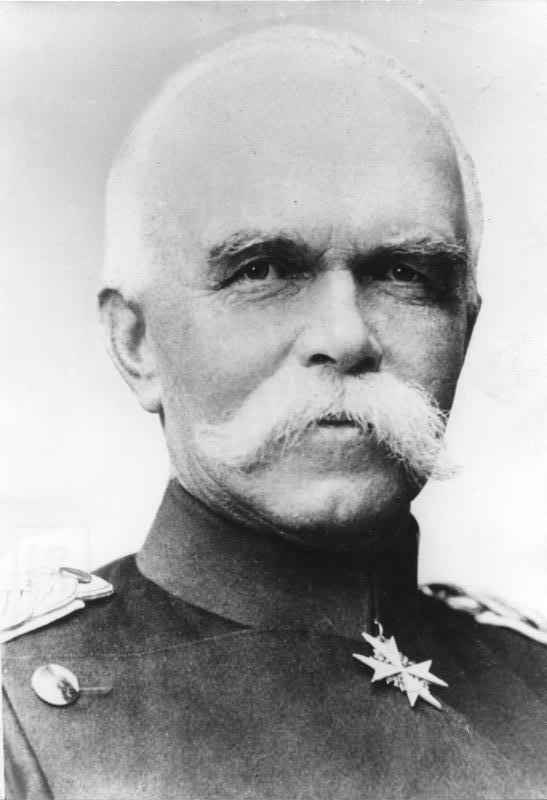
Leo von Caprivi, 1880

- 24. Februar: Leo von Caprivi, deutscher Militär und Staatsmann († 1899)
- 26. Februar: Josef Werndl, österreichischer Waffenproduzent († 1889)
- 27. Februar: Nikolai Nikolajewitsch Ge, russischer Maler († 1894)

### März/April
- 02. März: Gilles van Overbeek de Meijer, niederländischer Mediziner († 1918)

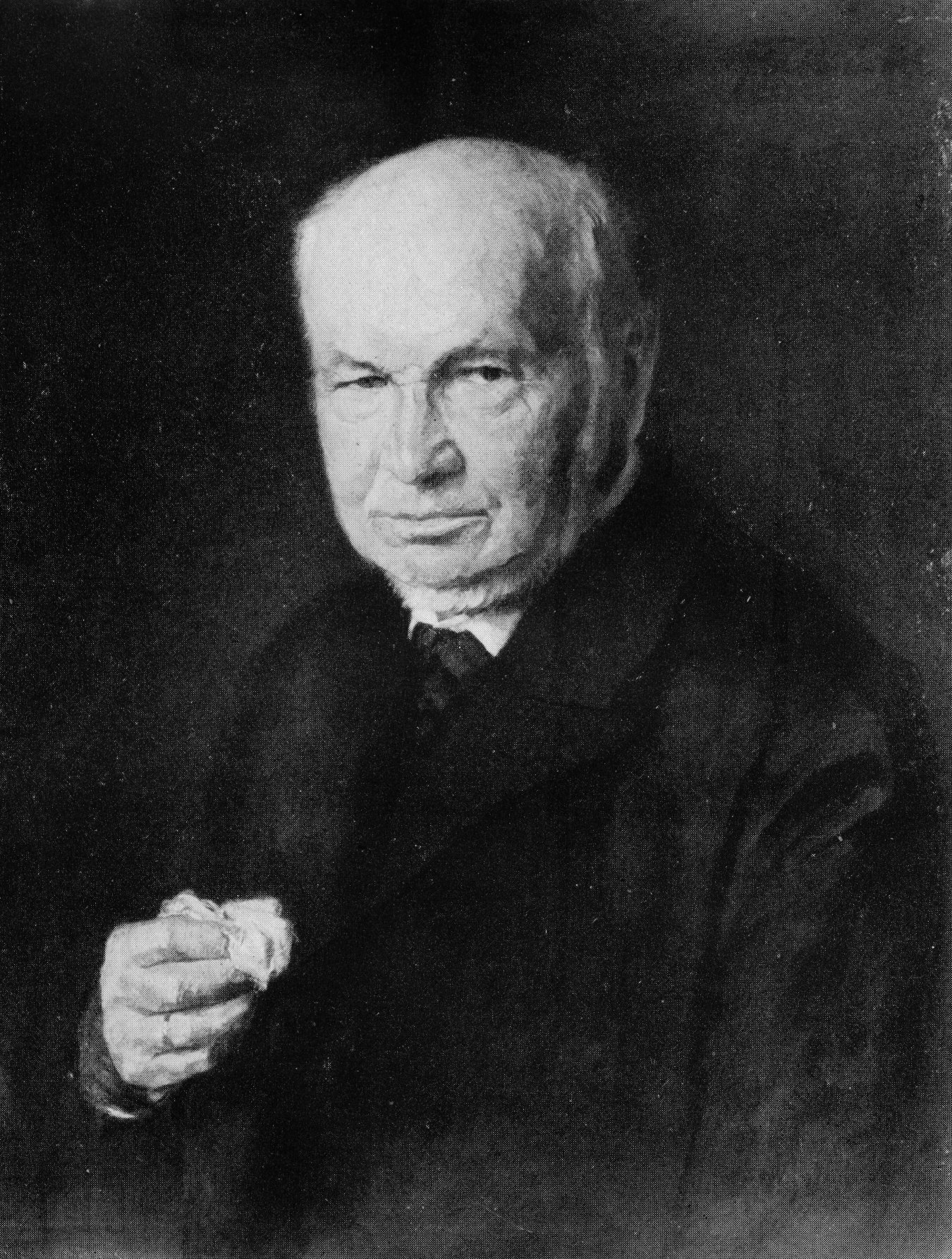
Friedrich von Bodelschwingh der Ältere, 1906

- 06. März: Friedrich von Bodelschwingh der Ältere, deutscher Pastor und Theologe, Pfarrer († 1910)
- 06. März: Philip Sheridan, US-amerikanischer General († 1888)
- 06. März: Victoire Tinayre, französische Kommunardin († 1895)
- 10. März: Robert Lowry (Politiker, 1831), US-amerikanischer Politiker († 1910)
- 11. März: John Arnot junior, US-amerikanischer Politiker († 1886)
- 11. März: Ernst Wichert, deutscher Schriftsteller und Jurist († 1902)
- 15. März: Harald Asplund, schwedischer Ingenieur († 1904)
- 15. März: Daniele Comboni, heiliggesprochener Priester († 1881)
- 15. März: Edward A. Perry, US-amerikanischer Politiker und der 14. Gouverneur des Staates Florida († 1889)
- 18. März: Johann Baptist Gaudy, Schweizer Kaufmann, Bankier und Politiker († 1901)
- 19. März: Franz Senn, Begründer des Fremdenverkehrs in Tirol, Gründer des deutschen Alpenvereines († 1884)
- 20. März: Theodor Aman, rumänischer Maler († 1891)
- 20. März: Isabel Burton, britische Reiseschriftstellerin († 1896)
- 20. März: Moritz Julius von Dobschütz, deutscher Kaufmann und Unternehmer in den USA († 1913)
- 22. März: Adolf von Auer, deutscher Rechtsanwalt († 1916)
- 23. März: Wilhelm Sauer, deutscher Orgelbauer aus der Zeit der Romantik und Spätromantik († 1916)
- 25. März: Robert Stockton Green, US-amerikanischer Politiker († 1895)
- 26. März: Sophus Ruge, deutscher Geograph († 1903)
- 26. März: Albert Schultz-Lupitz, deutscher Gutsbesitzer und Agrarwissenschaftler († 1899)
- 28. März: Ewald Oskar Aders, deutscher Landgerichtsdirektor und Mäzen († 1889)
- 01. April: Albert Anker, Schweizer Maler († 1910)
- 03. April: Adelheid von Löwenstein-Wertheim-Rosenberg, deutsche Prinzessin, Ehefrau von König Michael I. von Portugal († 1909)
- 04. April: Edward Cary Walthall, US-amerikanischer Politiker († 1898)
- 05. April: Bernhard Danckelmann, deutscher Forstbeamter und Forstwissenschaftler († 1901)
- 07. April: Karl Friederichs, deutscher Archäologe († 1871)
- 07. April: Moïse Vautier, Schweizer Schmied, Unternehmer und Politiker († 1899)
- 12. April: George Burgwyn Anderson, US-amerikanischer General († 1862)
- 12. April: Constantin Meunier, belgischer Bildhauer und Maler († 1905)
- 14. April: Gerhard Rohlfs, deutscher Afrikareisender und Schriftsteller († 1896)
- 21. April: Ernest Henri Besnier, französischer Dermatologe († 1909)
- 21. April: Karl Dernfeld, Architekt, Bezirksbaumeister in Baden-Baden († 1879)
- 24. April: Friedrich Wilhelm Barkhausen, deutscher Jurist und Theologe († 1903)
- 24. April: George Nares, britischer Admiral und Polarforscher († 1915)
- 28. April: Peter Guthrie Tait, schottischer Physiker († 1901)
- 29. April: Friedrich I., anhaltischer Herzog († 1904)
- 30. April: Romolo Gessi, italienischer Afrikareisender († 1881)

### Mai/Juni
- 07. Mai: Richard Norman Shaw, britischer Architekt († 1912)
- 09. Mai: Karl Hill, deutscher Opernsänger († 1893)
- 16. Mai: David Edward Hughes, britisch-US-amerikanischer Konstrukteur und Erfinder († 1900)
- 16. Mai: Daniel Manning, US-amerikanischer Politiker († 1887)
- 16. Mai: Justus Scheibert, preußischer Ingenieuroffizier und Kriegsberichterstatter († 1903)
- 01. Juni: John Bell Hood, US-amerikanischer General im Bürgerkrieg († 1879)
- 01. Juni: Redfield Proctor, US-amerikanischer Politiker († 1908)
- 02. Juni: Max Abraham, deutscher Musikverleger († 1900)
- 02. Juni: Gustave Lefèvre, französischer Komponist und Musikpädagoge († 1910)
- 07. Juni: Amelia Edwards, britische Schriftstellerin und Ägyptologin († 1892)
- 07. Juni: Eugène Lacheurié, französischer Komponist († 1907)
- 11. Juni: Carl Friedrich Heinrich von Arnim, deutscher Jurist und Verwaltungsbeamter († 1905)
- 12. Juni: Hermann Schubert, deutscher Bildhauer († 1917)

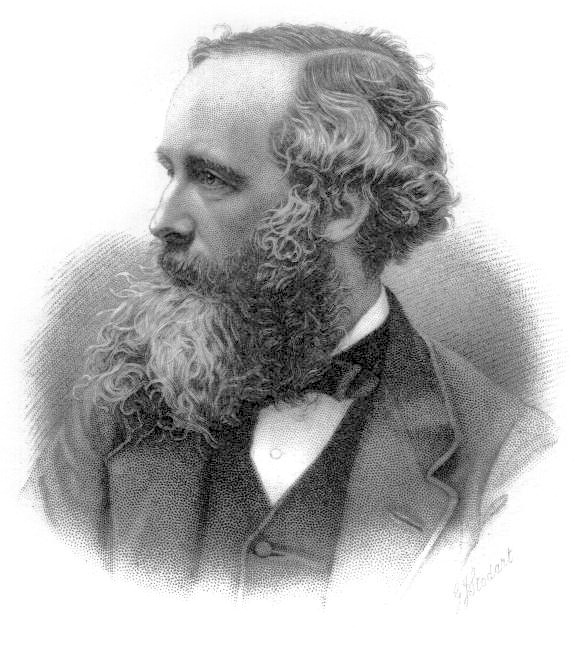
James Clerk Maxwell

- 13. Juni: James Clerk Maxwell, schottischer Physiker und Chemiker († 1879)
- 18. Juni: Peter Nicolai Arbo, norwegischer Maler († 1892)
- 18. Juni: Anna Houry, französische Feministin und Fourieristin († 1906)
- 18. Juni: Edwin Oppler, deutscher Architekt († 1880)
- 19. Juni: Carl Schwatlo, deutscher Architekt († 1884)
- 21. Juni: Lucien Lester Ainsworth, US-amerikanischer Politiker († 1902)
- 26. Juni: Julius Rodenberg, deutscher Journalist und Schriftsteller († 1914)
- 28. Juni: Joseph Joachim, ungarischer Violinist, Dirigent und Komponist († 1907)

### Juli/August

Werner Hagedorn

- 02. Juli: Werner Hagedorn, deutscher Chirurg († 1894)
- 06. Juli: Sylvester Pennoyer, US-amerikanischer Politiker († 1902)

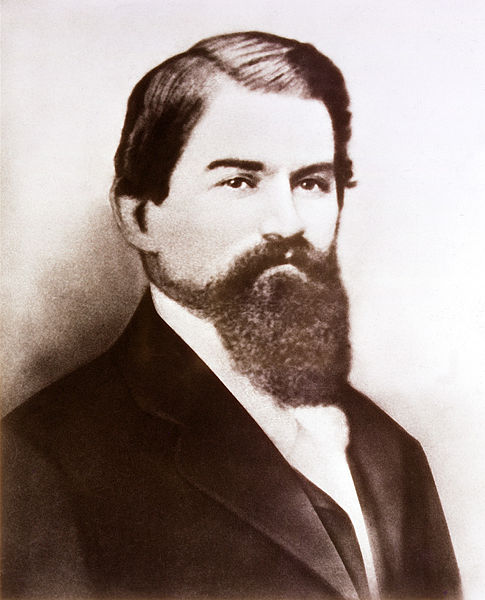
John Pemberton

- 08. Juli: John Pemberton, US-amerikanischer Drogist und der Erfinder der Coca-Cola († 1888)
- 09. Juli: Wilhelm His, Schweizer Anatom († 1904)
- 11. Juli: Kamilo Mašek, tschechischer Komponist († 1859)
- 12. Juli: Gerhard Amyntor, preußischer Generalstabsoffizier († 1910)
- 15. Juli: Reinhold Begas, deutscher Bildhauer und Maler († 1911)
- 16. Juli: Nāser ad-Din Schāh, Schah von Persien († 1896)
- 17. Juli: Jean-Philippe Dardier, französisch-schweizerischer Evangelist († 1923)
- 17. Juli: Therese Tietjens, deutsche Opernsängerin (Sopran) und Gesangspädagogin († 1877)
- 17. Juli: Xianfeng, chinesischer Kaiser von China († 1861)
- 18. Juli: Johann Martin Schleyer, katholischer Priester, Lyriker und Philanthrop († 1912)
- 22. Juli: Komei, 121. Kaiser von Japan († 1867)
- 27. Juli: Helen Taylor, englische Frauenrechtlerin († 1907)
- 31. Juli: Botho Wendt zu Eulenburg, preußischer Ministerpräsident und Innenminister († 1912)
- 01. August: Antonio Cotogni, italienischer Opernsänger († 1918)
- 02. August: Wilhelm von Christ, deutscher Altphilologe († 1906)
- 06. August: Hermann Tessendorf, deutscher Staatsanwalt († 1895)
- 07. August: Otto Stromer von Reichenbach, Bürgermeister der Stadt Nürnberg († 1891)
- 10. August: Richard Felix von Arnim, preußischer Offizier († 1901)
- 12. August: Friedrich Klopfleisch, deutscher Prähistoriker und Kunsthistoriker († 1898)
- 12. August: Helena Petrovna Blavatsky, russische Spiritistin und Schriftstellerin († 1891)
- 13. August: Salomon Jadassohn, deutscher Komponist, Pianist, Musiktheoretiker und -pädagoge († 1902)
- 15. August: Gustav Ipavec, slowenischer Komponist († 1908)
- 20. August: Eduard Suess, österreichischer Geologe und Politiker († 1914)
- 22. August: Arwed Emminghaus, deutscher Nationalökonom († 1916)
- 22. August: Marie Louise Dustmann-Meyer, deutsche Opernsängerin († 1899)
- 23. August: August Lammers, deutscher Politiker, Schriftsteller und Journalist († 1892)
- 28. August: Ludvig Norman, schwedischer Dirigent und Komponist († 1885)

### September/Oktober

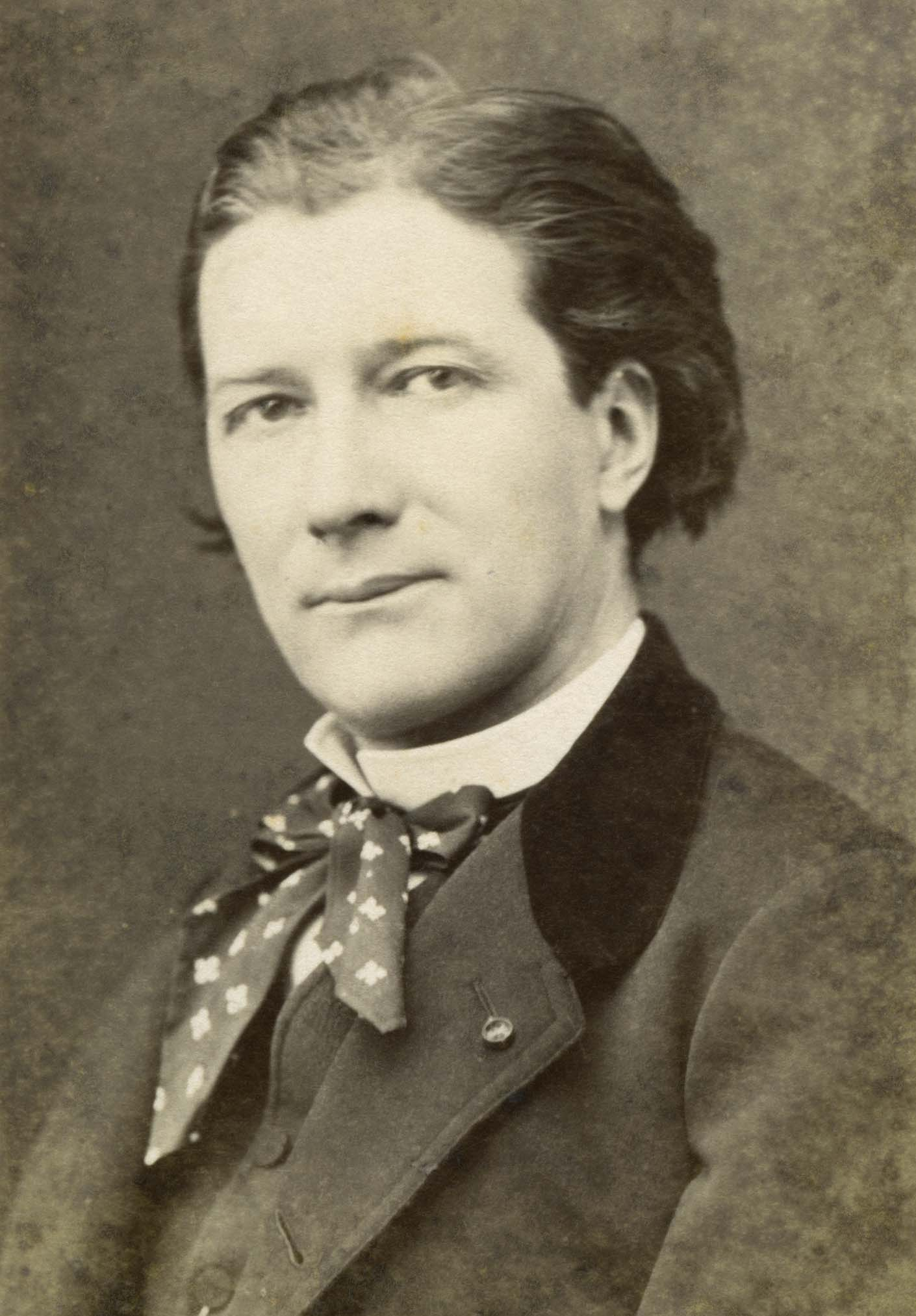
Victorien Sardou

- 05. September: Victorien Sardou, französischer Dramatiker († 1908)
- 07. September: Alexandre Falguière, französischer Maler und Bildhauer († 1900)
- 08. September: Philipp Jacob Auer, deutscher Politiker († 1912)
- 08. September: Wilhelm Raabe, deutscher Erzähler († 1910)
- 09. September: Hermann Christian Arndts, preußischer Beamter, Syndikus, Verwalter und Landtagsabgeordneter († 1888)
- 10. September: William A. Peffer, US-amerikanischer Politiker († 1912)
- 14. September: Marie François Joseph de Miribel, französischer General († 1893)
- 18. September: Siegfried Marcus, deutscher Techniker und Erfinder († 1898)
- 19. September: Elias Schrenk, schwäbischer Erweckungsprediger des Pietismus († 1913)
- 20. September: Hedwig Dohm, deutsche Schriftstellerin und Frauenrechtlerin († 1919)
- 23. September: Martin Garlieb Amsinck, deutscher Schiffbauer und Reeder († 1905)
- 24. September: Emilio Teza, italienischer Romanist, Indogermanist, Orientalist, Philologe, Linguist, Literaturwissenschaftler und Übersetzer († 1912)
- 25. September: Luzius Raschein, Schweizer Landwirt, Jurist und Politiker († 1899)
- 28. September: Fran Levstik, slowenischer Dichter († 1887)
- 06. Oktober: Richard Dedekind, deutscher Mathematiker († 1916)
- 08. Oktober: Paul von Hatzfeld zu Trachenberg, deutscher Beamter im auswärtigen Dienst († 1901)
- 15. Oktober: Horace Austin, US-amerikanischer Politiker († 1905)
- 15. Oktober: Isabella Bishop, britische Reiseschriftstellerin († 1904)
- 16. Oktober: Karl Blasel, österreichischer Schauspieler und Theaterdirektor († 1922)

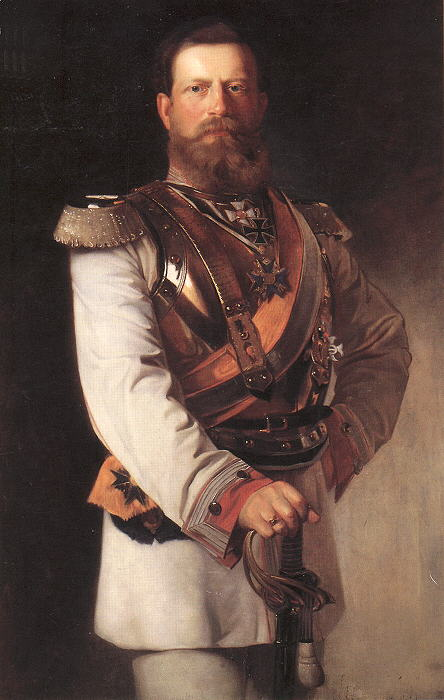
Friedrich III., 1874

- 18. Oktober: Friedrich III., preußischer König und Deutscher Kaiser († 1888)
- 21. Oktober: Hermann Hellriegel, deutscher Agrikulturchemiker († 1895)
- 23. Oktober: Edward Young, englischer Afrikaforscher († 1896)
- 25. Oktober: Heinrich Brück, Bischof von Mainz († 1903)
- 26. Oktober: John Willock Noble, US-amerikanischer Jurist und Politiker († 1912)
- 28. Oktober: Claus Koepcke, deutscher Ingenieur und Professor († 1911)
- 28. Oktober: Meinardus Siderius Pols, niederländischer Rechtswissenschaftler († 1897)
- 29. Oktober: Giulio Cottrau, italienischer Komponist († 1916)
- 29. Oktober: Leopold Sonnemann, Journalist († 1909)
- 29. Oktober: Othniel Charles Marsh, US-amerikanischer Paläontologe († 1899)
- 31. Oktober: Romualdo Pacheco, 12. Gouverneur von Kalifornien († 1899)
- 31. Oktober: Carl von Voit, deutscher Physiologe († 1908)

### November/Dezember

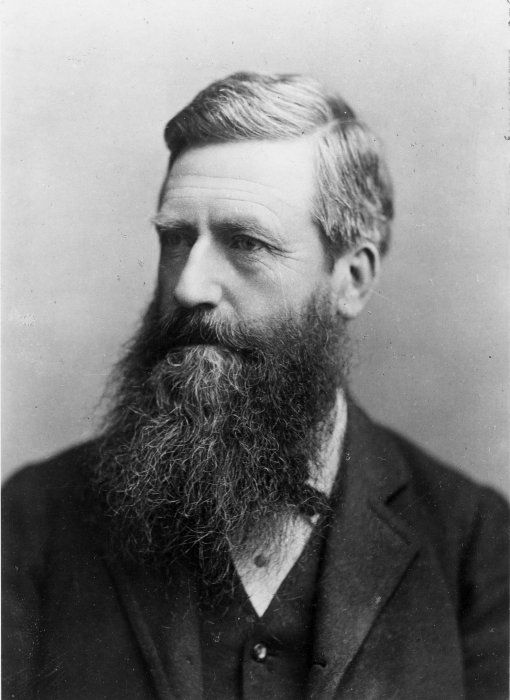
Harry Atkinson

- 01. November: Harry Atkinson, Premierminister von Neuseeland († 1892)
- 02. November: August Essenwein, Architektur- und Kunsthistoriker († 1892)
- 02. November: Julius Stettenheim, deutscher Schriftsteller († 1916)
- 03. November: Ignatius Donnelly, US-amerikanischer Jurist und Kongressabgeordneter († 1901)
- 05. November: Christian Schneller, österreichischer Philologe, Lyriker, Epiker und Volkskundler († 1908)
- 06. November: Anna Leonowens, britische Lehrerin, Reisende und Schriftstellerin († 1915)
- 07. November: Matthäus Risch, Schweizer Landwirt und Politiker († 1908)
- 09. November: Henry du Pré Labouchère, britischer Politiker († 1912)
- 12. November: Anton Kerner von Marilaun, österreichischer Botaniker und Professor († 1898)
- 14. November: Franz von Jauner, österreichischer Schauspieler und Theaterdirektor († 1900)
- 15. November: Anna Schimpff-Jahn, deutsche Schriftstellerin und Verlegerin († 1896)
- 18. November: Johannes Bosscha, niederländischer Physiker († 1911)
- 18. November: Karl Rudolf Seyerlen, deutscher evangelischer Theologe († 1906)

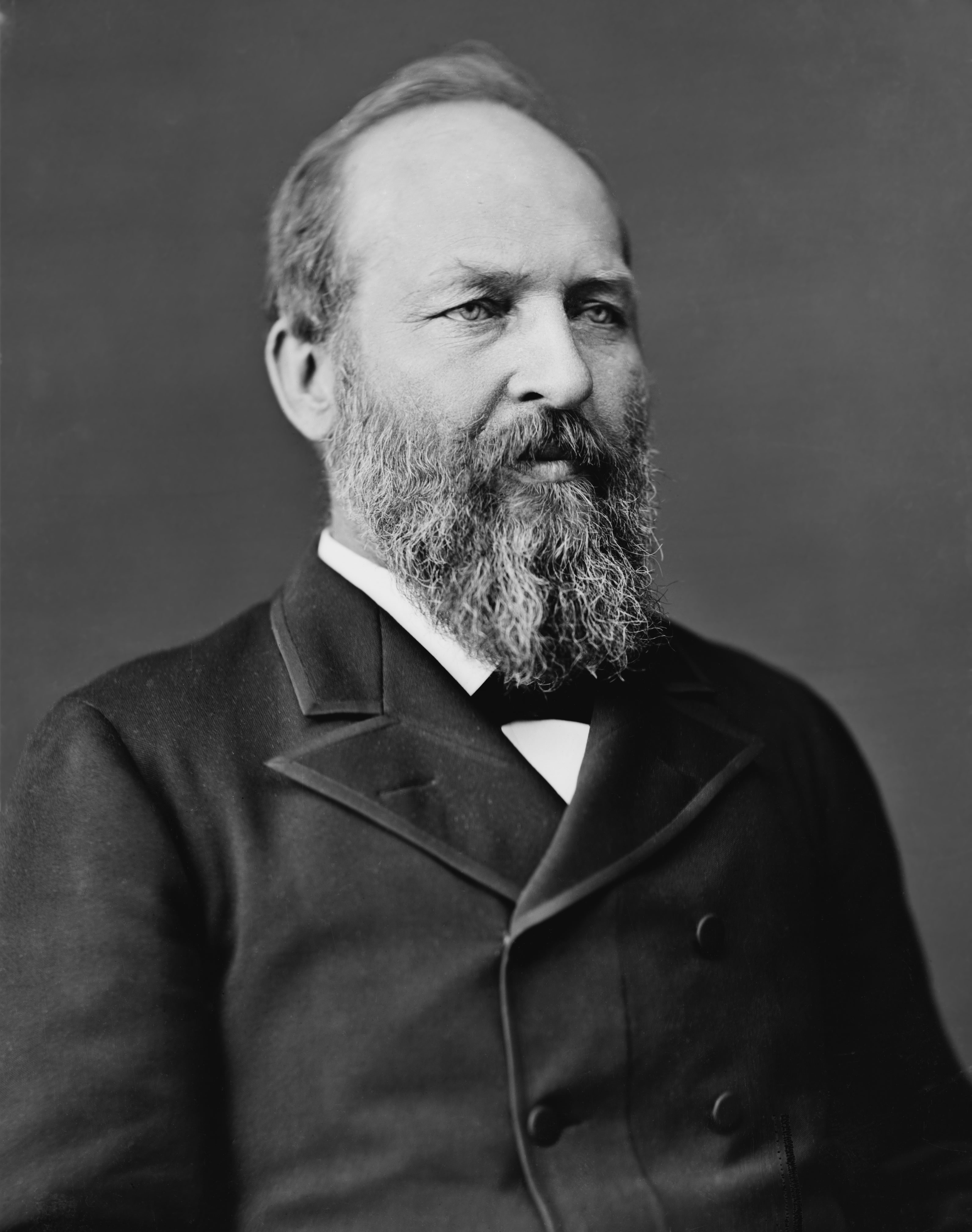
James A. Garfield

- 19. November: James A. Garfield, US-amerikanischer Politiker und 20. Präsident der USA († 1881)
- 21. November: Hilger Hertel der Ältere, deutscher Architekt und Diözesanbaumeister († 1890)
- 26. November: Emil Schreiner, norwegischer Altphilologe († 1910)
- 27. November: Gustav Radde, deutscher Geograph und Naturforscher († 1903)
- 29. November: Frederick Townsend Ward, Offizier der amerikanischen Handelsmarine († 1862)
- 30. November: Ippolito Nievo, italienischer Autor († 1861)
- 02. Dezember: Paul du Bois-Reymond, deutscher Mathematiker († 1889)
- 03. Dezember: Léon Prévost, französischer Komponist († 1877)
- 05. Dezember: Hans Heinrich Landolt, Schweizer Chemiker († 1910)
- 08. Dezember: Anton Spitalsky, österreichischer Industrieller († 1909)
- 09. Dezember: Maurice de Hirsch, deutscher Unternehmer und Philanthrop († 1896)
- 09. Dezember: Friedrich Wilhelm Alexander von Mechow, deutscher Offizier und Afrikaforscher († um 1890)
- 10. Dezember: Alexander Conze, deutscher Archäologe und Hochschullehrer († 1914)
- 14. Dezember: Arsenio Martínez-Campos, spanischer General († 1900)
- 15. Dezember: Carl Immanuel Baumann, württembergischer Zeichner, Fotograf und Lithograph († 1886)
- 15. Dezember: Guillaume de Pury, Schweizer Auswanderer, Winzer und Lokalpolitiker († 1890)
- 22. Dezember: Viktor Kaifer, deutscher Beamter und Politiker († 1913)
- 25. Dezember: Johann von Herbeck, österreichischer Dirigent und Komponist († 1877)
- 27. Dezember: Karl von Brandenstein, preußischer General († 1886)
- 27. Dezember: Lucius Fairchild, US-amerikanischer Politiker († 1896)

### Genaues Geburtsdatum unbekannt

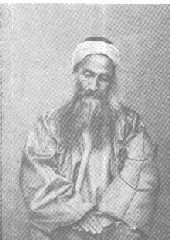
Subh-i-Azal, um 1890

- Subh-i-Azal, persischer Führer der Babisten und Azali († 1912)
- Louis Lebel, französischer Organist und Musikpädagoge († 1889)
- Juan Mochi, italienischer Maler († 1892)
- Amelia Patti, italienische Opernsängerin († 1915)

### Geboren um 1831
- Sitting Bull, Stammeshäuptling und Medizinmann der Hunkpapa-Lakota-Sioux († 1890)

## Gestorben

### Erstes Quartal

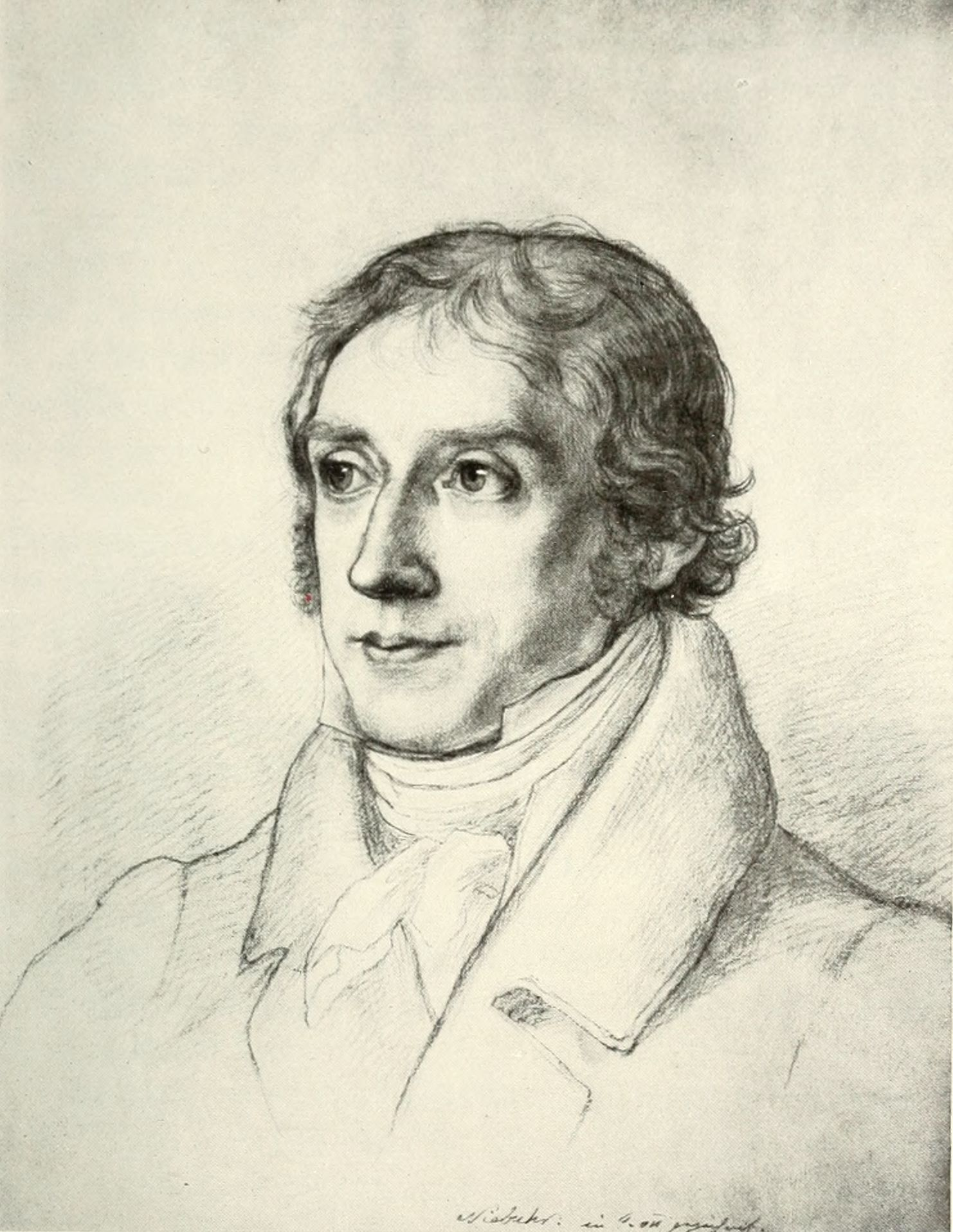
Barthold Georg Niebuhr (Zeichnung von Louise Seidler)

- 02. Januar: Barthold Georg Niebuhr, deutscher Historiker (* 1776)
- 03. Januar: Franz Riepenhausen, deutscher Maler und Kupferstecher (* 1786)
- 06. Januar: Rodolphe Kreutzer, französischer Violinist, Lehrer, Dirigent und Komponist (* 1766)
- 08. Januar: Franz Krommer, tschechischer Komponist (* 1759)
- 11. Januar: Johann Friedrich Christian Düffer, Professor der Pharmakologie und Pharmazie (* 1775)
- 12. Januar: Jean Thérèse de Beaumont d’Autichamp, französischer General (* 1738)
- 12. Januar: Louise von Dänemark und Norwegen, Landgräfin von Hessen-Kassel (* 1750)
- 14. Januar: Henry Mackenzie, schottischer Schriftsteller (* 1745)
- 15. Januar: Franciscus-Antonius de Méan, letzter Fürstbischof von Lüttich (* 1756)
- 20. Januar: Justinian Freiherr von Adlerflycht, deutscher Jurist (* 1761)

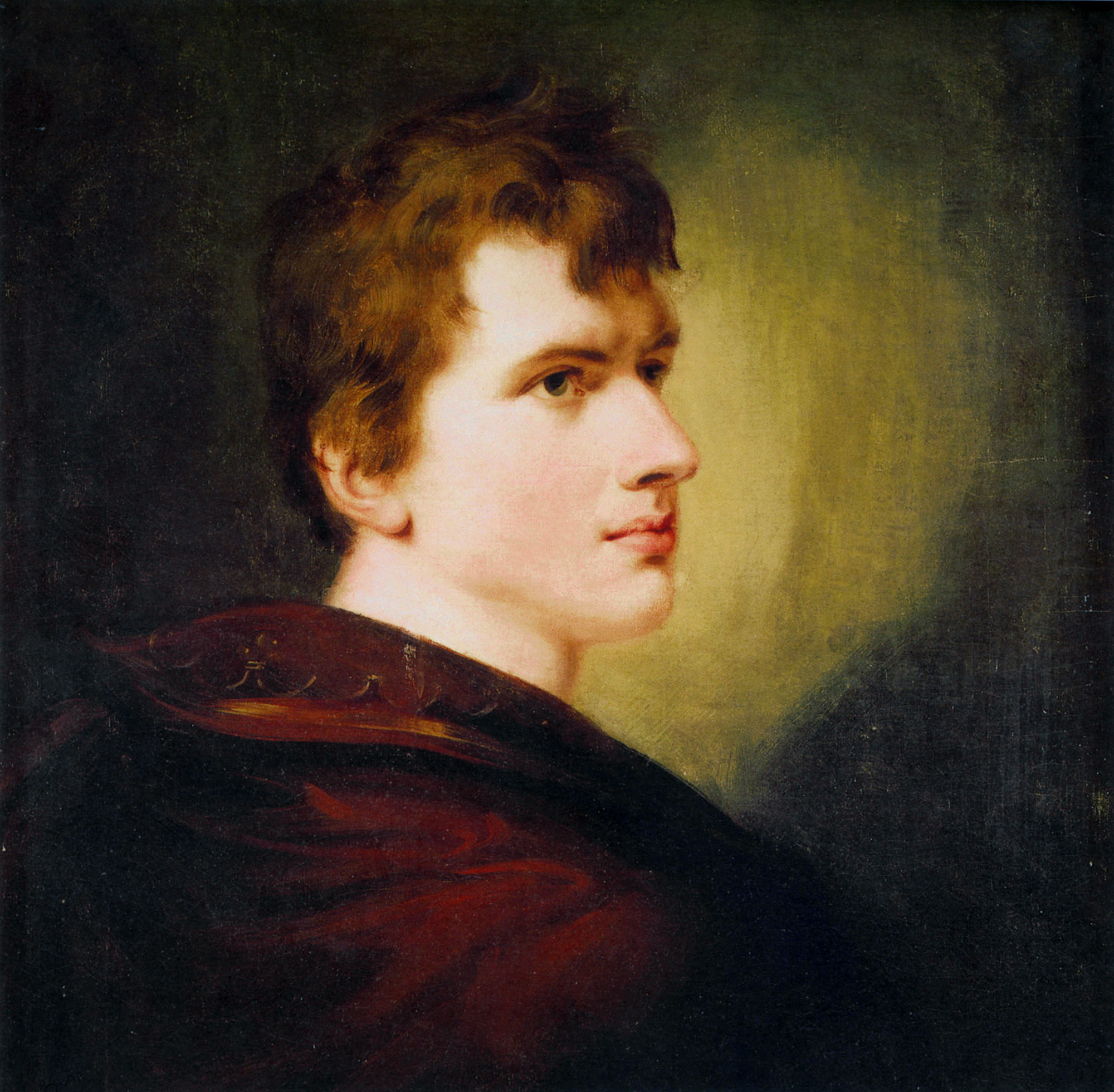
Achim von Arnim

- 21. Januar: Achim von Arnim, deutscher Dichter (* 1781)
- 22. Januar: John Blenkinsop, englischer Grubenbetriebsleiter und Ingenieur (* 1783)
- 25. Januar: Ernst August Friedrich Klingemann, deutscher Schriftsteller der Romantik (* 1777)
- 26. Januar: Johann Friedrich Bauder, preußischer und bayrischer Beamter (* 1741)
- 03. Februar: Xaver Bernauer, deutscher Orgelbauer (* 1768)
- 05. Februar: Henry Foster, britischer Marineoffizier, Geowissenschaftler und Leiter von Arktis- und Antarktis-Expeditionen (* 1796)
- 09. Februar: Ernst Heinrich von Schimmelmann, deutscher Minister (Dänemark) (* 1747)
- 11. Februar: Niklaus Franz von Bachmann, Schweizer Militärführer (* 1740)
- 14. Februar: Joseph von Weber, deutscher Naturwissenschaftler und katholischer Geistlicher (* 1753)
- 26. Februar: James Noble, US-amerikanischer Politiker (* 1785)
- 01. März: Franz Bogislaus Westermeier, deutscher evangelischer Theologe (* 1773)
- 03. März: Johann Friedrich Wilhelm Koch, deutscher evangelischer Geistlicher und Botaniker (* 1759)
- 04. März: Georg Michael Telemann, deutscher Kirchenmusiker und Komponist (* 1748)
- 07. März: Johannes Lämmerer, deutscher Volksdichter (* 1763)
- 09. März: Friedrich Maximilian Klinger, deutscher Dichter, russischer General (* 1752)
- 11. März: Józef Kozłowski, polnischer Komponist (* 1757)
- 12. März: Wladimir Grigorjewitsch Orlow, russischer Wissenschaftsmanager, Bruder von Grigori Orlow (* 1743)
- 12. März: Friedrich von Matthisson, deutscher Lyriker und Prosaschriftsteller (* 1761)
- 18. März: Simon de Sandol-Roy, Schweizer Offizier in fremden Diensten und niederländischer Generalmajor
- 21. März: José Tomás Ovalle, Präsident von Chile (* 1788)
- 28. März: Michał Hieronim Radziwiłł, litauisch-polnischer Magnat (* 1744)

### Zweites Quartal

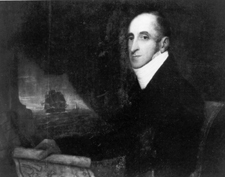
James Lloyd

- 05. April: James Lloyd, US-amerikanischer Politiker (* 1769)
- 09. April: Paul Usteri, Schweizer Publizist und Politiker (* 1768)
- 13. April: Ferdinand Kauer, österreichischer Komponist und Dirigent (* 1751)
- 13. April: Traugott August Seyffarth, deutscher lutherischer Theologe (* 1762)
- 19. April: Johann Gottlieb Friedrich von Bohnenberger, deutscher Astronom und Mathematiker (* 1765)
- 20. April: August Lafontaine, deutscher Schriftsteller (* 1758)
- 21. April: Gesche Gottfried, deutsche Serienmörderin (* 1785)
- 22. April: Jean-Joseph Girard, Schweizer römisch-katholischer Geistlicher (* 1766)
- 24. April: Catherine Pakenham, Ehefrau von Arthur Wellesley, dem 1. Herzog von Wellington (* 1773)
- 26. April: Johann Philipp Becher, deutscher Berg- und Hüttentechniker sowie Mineraloge (* 1752)
- 27. April: Carlo Felice I., König von Sardinien-Piemont und Herzog von Savoyen (* 1765)
- 28. April: John Abernethy, britischer Chirurg und Anatom (* 1764)
- 28. April: Samuel Gottlieb Bürde, deutscher Dichter (* 1753)
- 04. Mai: Friedrich Philipp Wilmsen, deutscher reformierter Theologe und Pädagoge (* 1770)
- 13. Mai: Christian Gottfried Körner, deutscher Herausgeber, Freund Schillers (* 1756)
- 15. Mai: Wilhelm Johann Ludwig von Bachmann, preußischer Jurist (* 1765)
- 17. Mai: Georg Scholl, deutsch-österreichischer Gärtner (* 1751)
- 19. Mai: Johann Friedrich Eschscholtz, deutscher Naturforscher und Forschungsreisender (* 1793)
- 24. Mai: Benjamin Carr, englisch-amerikanischer Komponist, Organist, Sänger und Musikverleger (* 1768)
- 26. Mai: Georg Hermes, deutscher Theologe und Philosoph (* 1775)
- 27. Mai: Jedediah Smith, US-amerikanischer Trapper, Pelzhändler und Entdecker (* 1798)
- 27. Mai: Joseph von Zerboni di Sposetti, preußischer Beamter, Publizist, Dichter und Freimaurer (* 1766)
- 29. Mai: Gottfried Fähse, deutscher klassischer Philologe und Pädagoge (* 1764)
- 30. Mai: Daniel Jelensperger, französischer Musikwissenschaftler (* 1799)
- 05. Juni: Immanuel Christian Leberecht von Ampach, deutscher Numismatiker, Kunstsammler und Mäzen (* 1772)
- 08. Juni: Sarah Siddons, englische Schauspielerin (* 1755)
- 10. Juni: Hans Karl von Diebitsch-Sabalkanski, kaiserlich russischer Feldmarschall (* 1785)
- 10. Juni: Nathaniel Pryor, US-amerikanischer Entdecker (* 1772)
- 16. Juni: Joseph Ignaz Schnabel, deutscher Komponist und Domkapellmeister (* 1767)
- 21. Juni: Wilhelm Amsinck, deutscher Kaufmann, Ratsherr und Bürgermeister (* 1752)
- 26. Juni: August Wellauer, deutscher Altphilologe und Pädagoge (* 1798)
- 27. Juni: Sophie Germain, französische Mathematikerin (* 1776)
- 27. Juni: Christian Haldenwang, Kupferstecher (* 1770)
- 27. Juni: Konstantin Romanow, russischer Großfürst (* 1779)

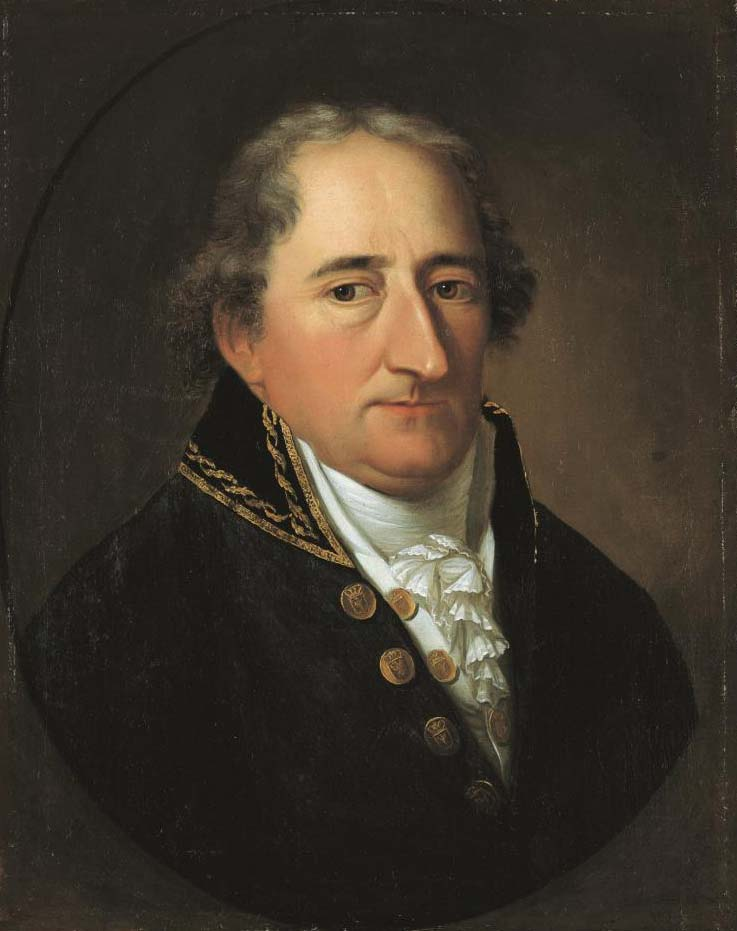
Freiherr vom Stein

- 29. Juni: Heinrich Friedrich Karl vom und zum Stein, preußischer Politiker (* 1757)
- 30. Juni: William Roscoe, englischer Jurist, Biologe und Historiker (* 1753)

### Drittes Quartal
- 04. Juli: Caspar Josef Carl von Mylius, deutscher Soldat in österreichischen Diensten mit hohem Rang (* 1749)
- 04. Juli: James Monroe, US-amerikanischer Präsident (* 1758)
- 08. Juli: Daniel Martin, US-amerikanischer Politiker (* 1780)
- 11. Juli: Wassili Golownin, russischer Marineoffizier und Wissenschaftler (* 1776)
- 13. Juli: Friedrich Julius Heinrich von Soden, Schriftsteller (* 1754)

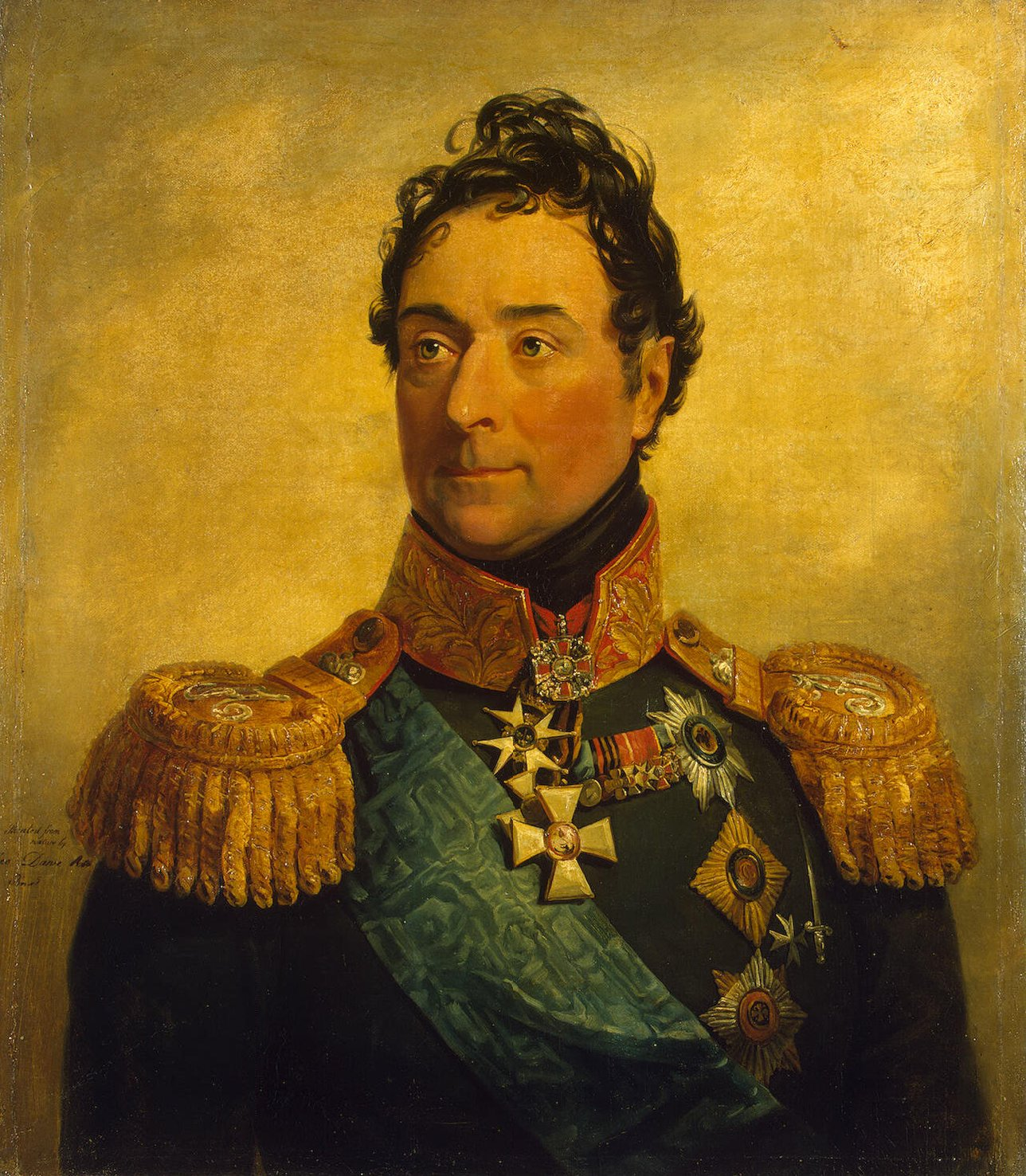
General Langéron

- 16. Juli: Alexandre Andrault de Langeron, russischer General, Gouverneur der Krim und Generalgouverneur von Neurussland (* 1763)
- 19. Juli: Christian Karl André, deutscher Pädagoge und Landwirt (* 1763)
- 20. Juli: Caroline de la Motte Fouqué, deutsche Schriftstellerin (* 1773)
- 24. Juli: Rudolf von Österreich-Toskana, römisch-katholischer Bischof und Kardinal (* 1788)
- 26. Juli: Maximilian Thomas von Aicher, bayerischer Offizier (* 1753)
- 04. August: Heinrich Martius, deutscher Arzt, Naturwissenschaftler, Schriftsteller, Chronist (* 1781)
- 11. August: Gawriil Sarytschew, russischer Marineoffizier und Hydrograph (* 1763)

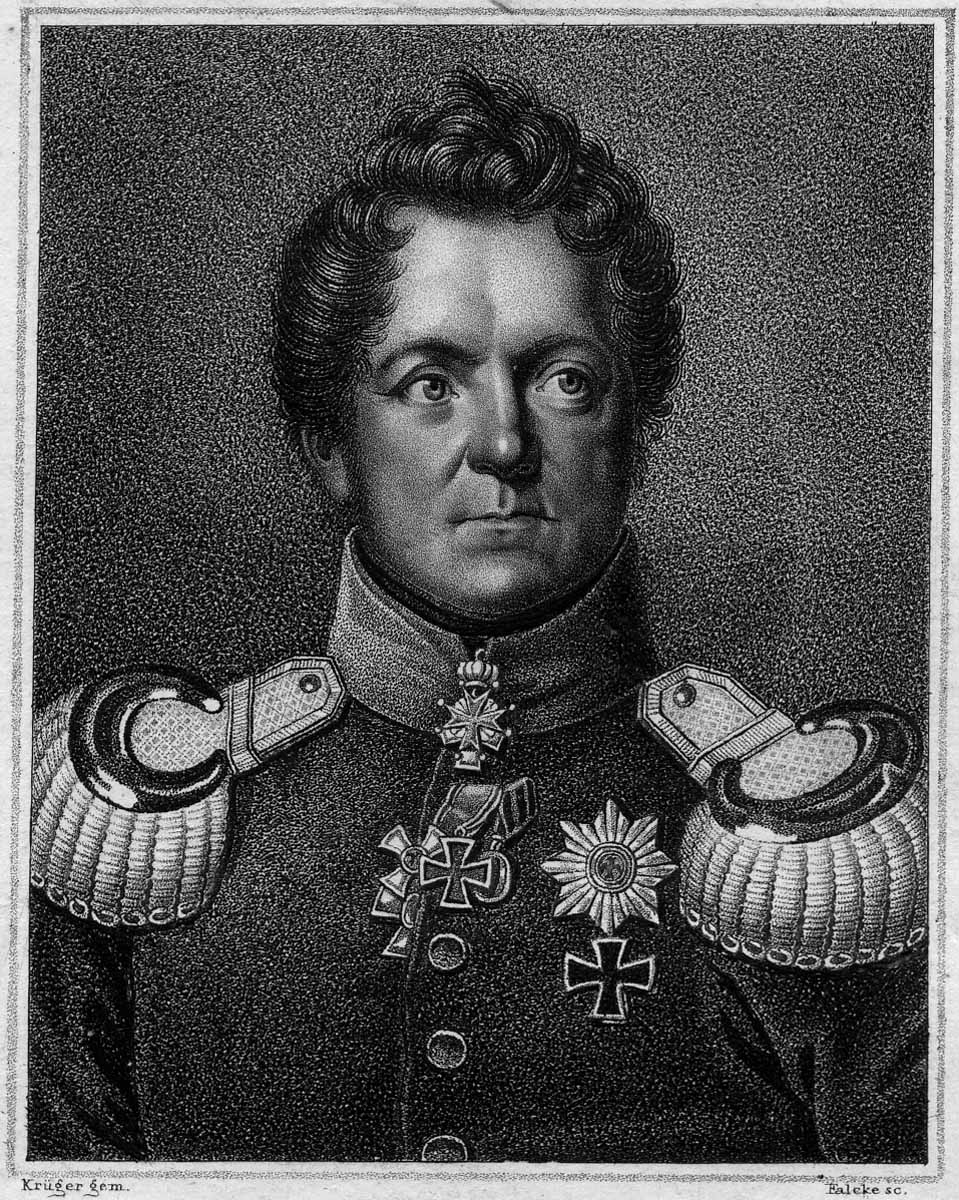
August Neidhardt von Gneisenau

- 23. August: August Neidhardt von Gneisenau, preußischer Generalfeldmarschall (* 1760)
- 27. August: Johann August Heine, deutscher Architekt (* 1769)
- 01. September: Balthasar Alexis Henri Antoine von Schauenburg, französischer General (* 1748)
- 01. September: José de la Torre Ugarte, peruanischer Jurist und Lyriker (* 1786)
- 04. September: Johann Wilhelm Zanders, deutscher Unternehmer und Papierfabrikant (* 1795)
- 06. September: William Jones, US-amerikanischer Politiker (* 1760)
- 09. September: Leopold Ackermann, österreichischer Theologe (* 1771)
- 12. September: Jippensha Ikku, japanischer Schriftsteller (* 1765)
- 15. September: Alexander Bran, deutscher Journalist, Schriftsteller und Verleger (* 1767)
- 17. September: Joseph Kyselak, Alpinist und Hofkammerbeamter (* 1798)
- 17. September: Joseph Lange, deutscher Schauspieler, Maler, Komponist und Schriftsteller (* 1751)
- 17. September: Johann Wilhelm Tolberg, Mediziner (* 1762)
- 19. September: Anton Hye, österreichischer römisch-katholischer Geistlicher, Pädagoge und Autor (* 1761)

### Viertes Quartal

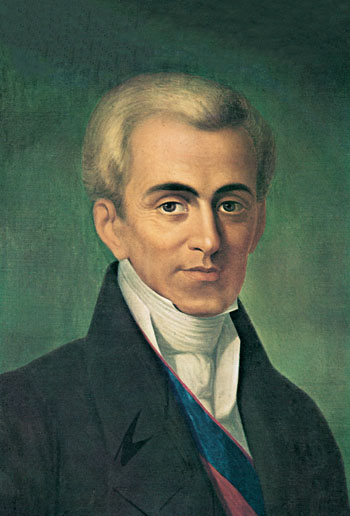
Ioannis Kapodistrias

- 09. Oktober: Ioannis Kapodistrias, griechischer Politiker (* 1776)
- 14. Oktober: Jean-Louis Pons, französischer Astronom (* 1761)
- 16. Oktober: Angelo Agnoletto, italienischer Theologe (* 1743)
- 17. Oktober: Anton Aloys Meinrad Franz, Fürst von Hohenzollern-Sigmaringen (* 1762)
- 24. Oktober: Maria Neide, deutsche Krankenschwester (* 1780)
- 01. November: Jonathan Mason, US-amerikanischer Politiker (* 1756)
- 01. November: Erhard Adolf Matthiessen, deutscher Jurist, Kaufmann und Ratsherr (* 1763)
- 05. November: Christian Gotthold Eschenbach, deutscher Mediziner, Chemiker und Hochschullehrer (* 1753)
- 11. November: Pietro Colletta, neapolitanischer Kriegsminister (* 1775)
- 11. November: Ignác Gyulay, Feldmarschall, Präsident des österreichischen Hofkriegsrates und Feldzeugmeister (* 1763)
- 11. November: Nat Turner, US-amerikanischer schwarzer Sklave (* 1800)
- 12. November: Leopold Maximilian von Firmian, Fürsterzbischof der Erzdiözese Wien (* 1766)

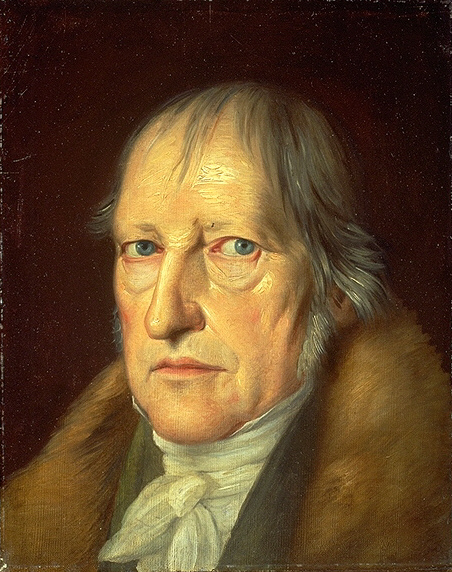
Georg Wilhelm Friedrich Hegel, 1831

- 14. November: Georg Wilhelm Friedrich Hegel, deutscher Philosoph (* 1770)
- 14. November: Ignaz Josef Pleyel, österreichischer Komponist (* 1757)
- 15. November: Vincenc Mašek, böhmischer Komponist (* 1755)
- 16. November: Carl von Clausewitz, preußischer General und „Kriegsphilosoph“ (* 1780)
- 16. November: Auguste Reuß zu Ebersdorf, Herzogin von Sachsen-Coburg-Saalfeld (* 1757)
- 27. November:  Ignaz von Sonnleithner, österreichischer Jurist und Autor (* 1770)
- 02. Dezember: Traugott Maximilian Eberwein, deutscher Komponist und Dirigent (* 1775)
- 05. Dezember: Karl Ludwig Nitzsch, deutscher Theologe (* 1751)
- 10. Dezember: Thomas Johann Seebeck, Physiker (* 1770)
- 11. Dezember: George Schetky, US-amerikanischer Komponist, Cellist und Musikverleger (* 1776)
- 23. Dezember: Petrus von Gruben, deutscher Geistlicher (* 1766)
- 26. Dezember: Johann Maria Philipp Frimont von Palota, österreichischer Kavalleriegeneral (* 1759)
- 26. Dezember: Wilhelm Ludwig Steinbrenner, deutscher evangelischer Theologe (* 1759)
- 30. Dezember: Joseph Christian Auracher von Aurach, österreichischer Generalmajor und Militärwissenschaftler (* 1756)
- 30. Dezember: Johann August Heinrich Tittmann, deutscher Theologe und Philosoph (* 1773)